# Romànic richardsonià

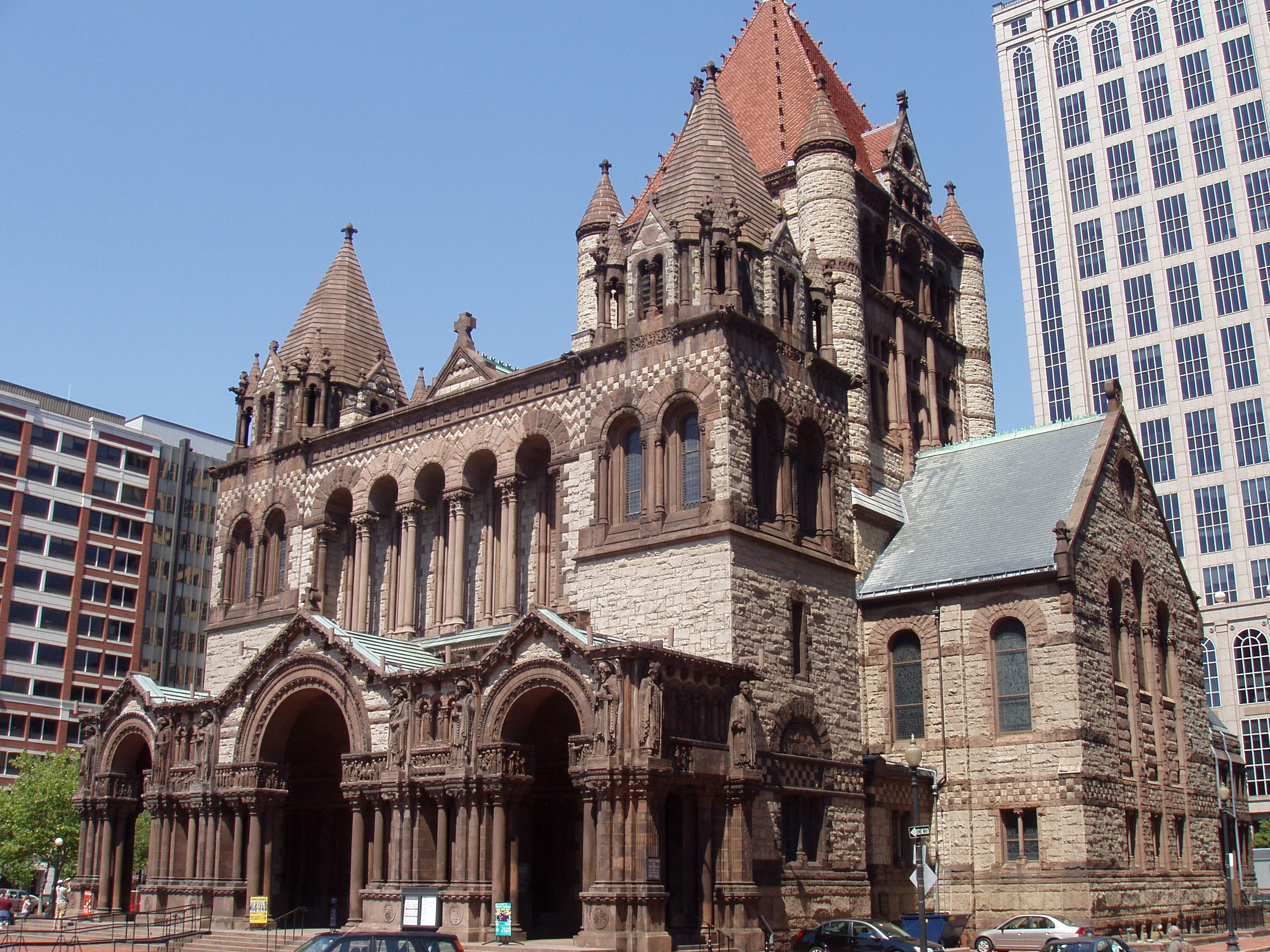
Església de la Trinitat de Boston, un exemple de l'estil romànic richardsonià.

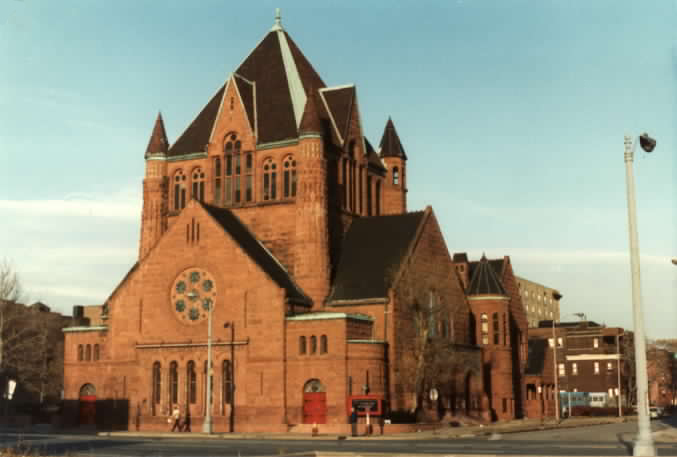
El romànic richardsonià té característiques de l'arquitectura romànica francesa i espanyola, com es pot observar en la Primera Església Presbiteriana (Detroit, Michigan), dels arquitectes George D. Mason i Zachariah Rice el 1891.

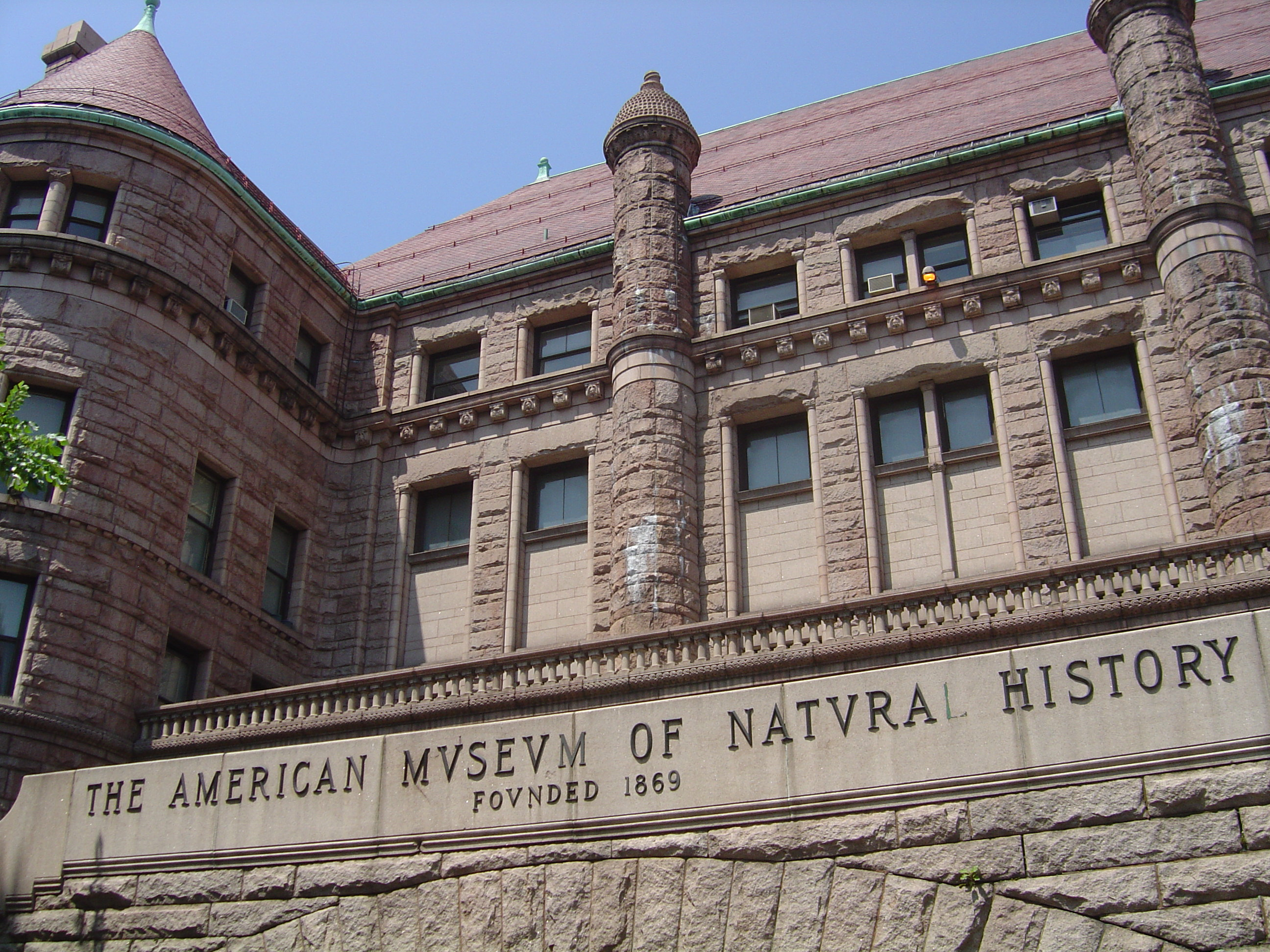
Detall de la façana sud del Museu Americà d'Història Natural al carrer 77 oest.

El romànic richardsonià (en anglès: Richardsonian Romanesque) és un estil d'arquitectura historicista que es va desenvolupar als Estats Units a finals del segle xix, una variant de l'arquitectura neoromànica que pren el seu nom de l'arquitecte nord-americà Henry Hobson Richardson (1838-1886). La seva obra mestra és la Trinity Church, Boston (1872-1877), que es troba inclosa en el Registre Nacional de Llocs Històrics des de l'1 de juliol de 1970 i és una Fita Històrica Nacional des del 30 de desembre del mateix any.
Richardson va utilitzar per primera vegada elements de l'estil a l'Asil Estatal de Buffalo per a Malalts Mentals, a l'estat de Nova York, dissenyat el 1870.

## Història i desenvolupament
Henry Richardson havia completat els seus estudis a París a la famosa Escola de Belles arts (École nationale supérieure des beaux-arts), encara que no va poder acabar els seus estudis a causa de les dificultats financeres de la seva família durant la Guerra Civil Nord-americana. Va ser el segon ciutadà nord-americà que va estudiar allí, després de Richard Morris Hunt. Aquesta escola tindria cada vegada més influència en la formació dels nord-americans en les següents dècades.
L'estil preferit de Richardson no era el clàssic de l'École, sinó un més inspirat per l'arquitectura medieval, influenciada per William Morris, John Ruskin i altres. Richardson va desenvolupar un llenguatge únic, adaptant l'arquitectura romànica del sud de França. El 1869 va dissenyar l'Asil Estatal de Buffalo per a Malalts Mentals, canviat el nom com a H. H. Richardson Complex, el més gran encàrrec de la seva carrera i la primera aparició del seu estil neoromànic. Aquest estil historicista incorpora característiques del romànic desenvolupat als segles xi i xii al sud de França, Espanya i Itàlia. Fa èmfasi en estructures netes i fortes, amb arcs arrodonits típics del romànic que de vegades sorgeixen de curtes columnes agrupades, deixant entrades baixes, amb una rica varietat d'encoixinat, trams de murs en blanc en contrast amb les bandes de finestres i torres cilíndriques amb tapes còniques integrades en la maçoneria.

## Arquitectes
Aquest estil es va desenvolupar amb el treball de la generació d'arquitectes que van exercir en la dècada de 1880 abans de la influència dels estils de Belles arts. Un dels seus màxims exponents és el Museu Americà del carrer 77 edifici original d'Història Natural de J. Cleaveland Cady de Cady, Berg a Nova York. Es va observar en les comunitats més petites en aquest període, com a l'ajuntament de la ciutat de St. Thomas, Ontario i el Wisconsin Mabel Tainter Memorial Building, a Menomonie, Wisconsin, el 1890.
Alguns dels professionals que més fidelment van seguir l'estil de Richardson havien treballat en la seva oficina, com Alexander Wadsworth Longfellow i Alden Frank (a Longfellow, Alden i Harlow, de Boston i Pittsburgh); George Shepley i Charles Coolidge (exempleats de Richardson, i la seva ferma successor, en Shepley, Rutan i Coolidge de Boston), i Herbert Burdett (a Marling i Burdet, de Buffalo). Altres arquitectes que van emprar elements romànics de manera similar a Richardson en els seus dissenys van ser Spier i Rohns i George D. Mason, tant les empreses de Detroit, Edward J. Lennox, un arquitecte establert a Toronto que es deriven molts dels seus dissenys des de l'estil Richardson, i Juan Wellborn Root. A Minneapolis, Minnesota, Harvey Ellis van dissenyar en aquest estil.
Aquest corrent també va influir a l'escola arquitectònica de Chicago i en arquitectes com Louis Sullivan i Frank Lloyd Wright. A Finlàndia, també va influir en Eliel Saarinen Saarinen.

## Dispersió
Aquest corrent va començar en l'Est dels Estats Units, als voltants de Boston, on Richardson va construir la influent Església de la Trinitat en Copley Square. A mesura que l'estil va anar perdent adeptes en la costa Est, va anar guanyant popularitat més a l'Oest. Talladores de pedra i paletes capacitats en les tècnica richardsoniana semblen haver portat l'estil cap a l'Oest, fins que es va extingir en els primers anys del segle xx.
A tall d'exemple, quatre edificis de bancs petits van ser construïts en aquest estil romànic richardsonià a Osage County, Oklahoma, durant 1904-1911.

## Imatges
Cap de les següents obres van ser dissenyats per Richardson. Aquestes il·lustren la seva progressiva influència en l'arquitectura nord-americana des de 1885 fins a 1905. Es divideixen en categories que indiquen els diferents usos dels edificis.

Edifis civils
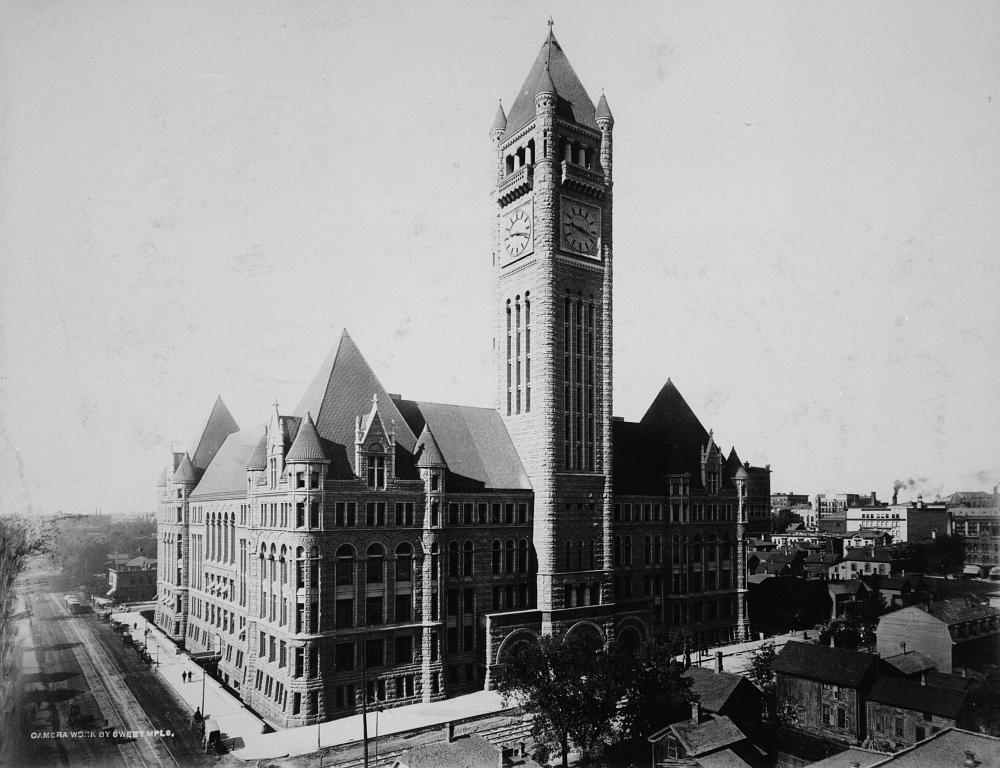
Ajuntament de la ciutat de Minneapolis, Arquitectes Franklin Bidwell Long i Frederick G. Kees, finalitzat el 1906.
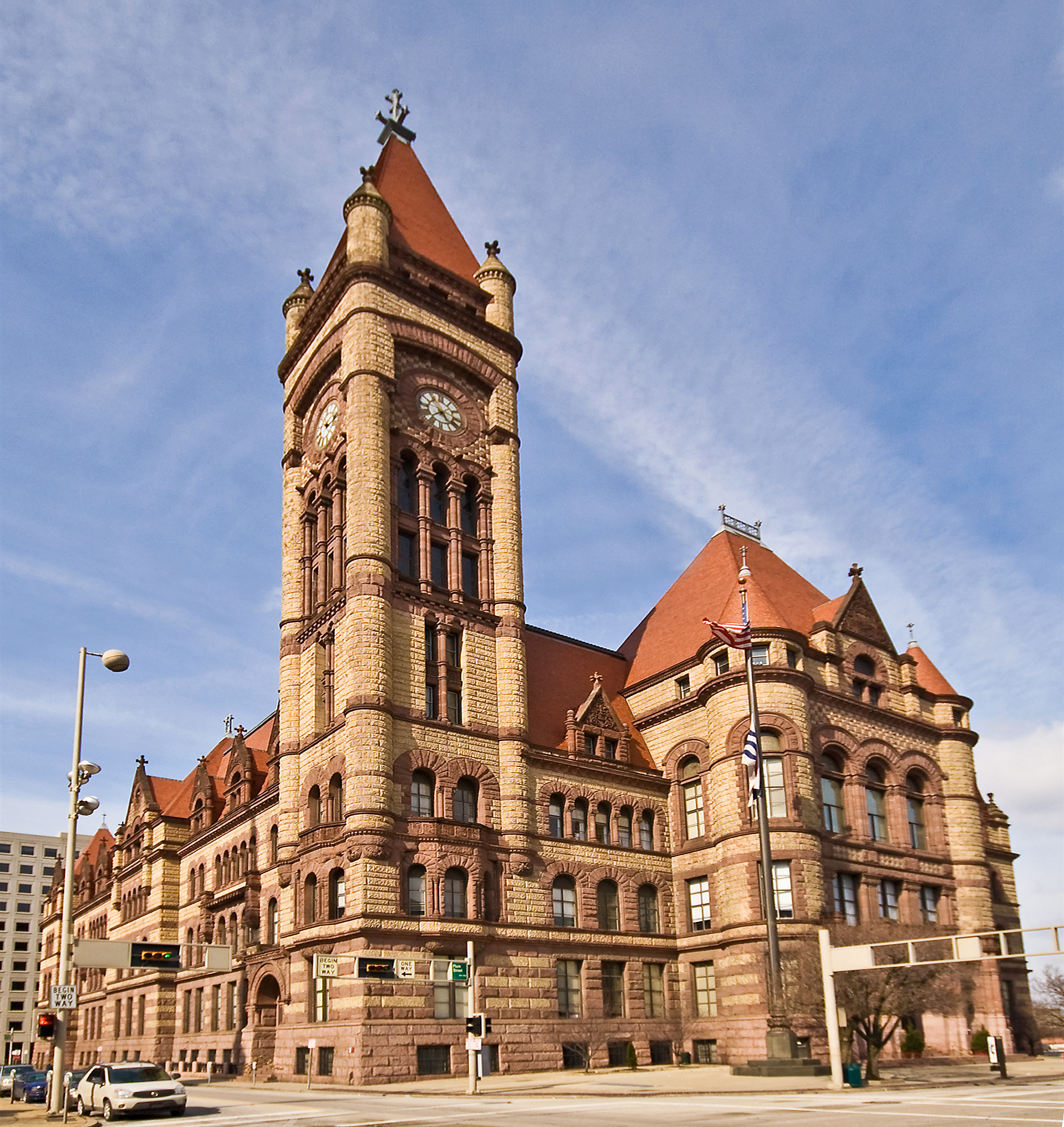
Ajuntament de la ciutat de Cincinnati, Arquitecte Samuel Hannaford, finalitzat el 1893.
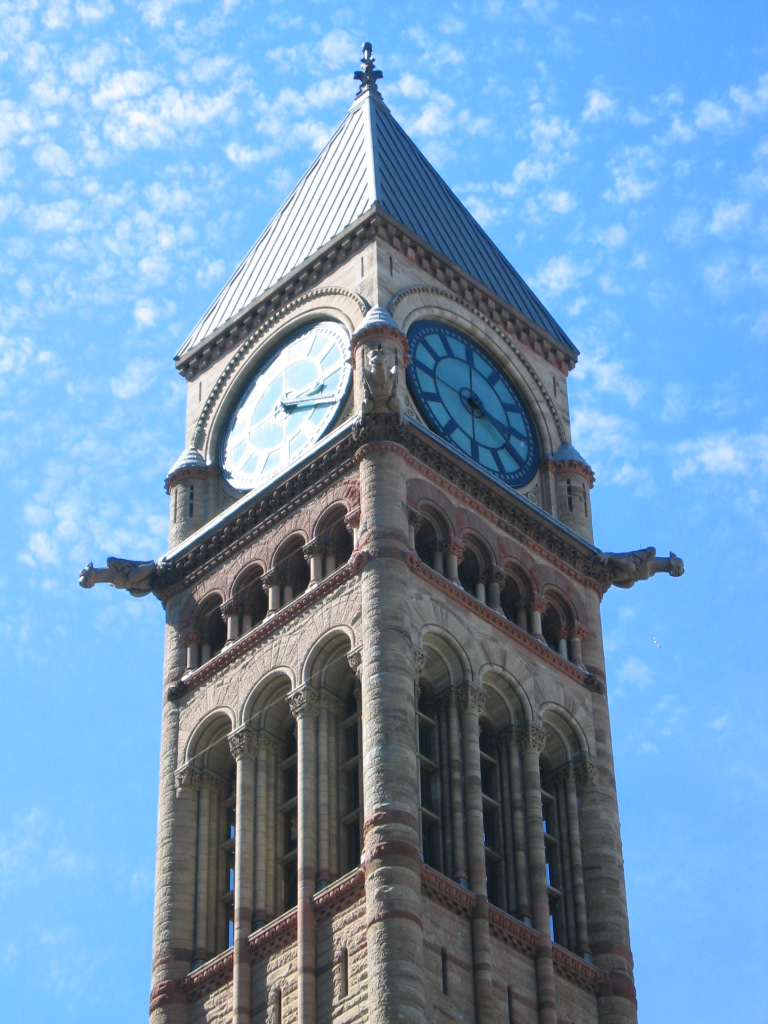
Torre del rellotge de l'antic ajuntament de Toronto, Arquitecte I. J. Lennox, 1889-99.
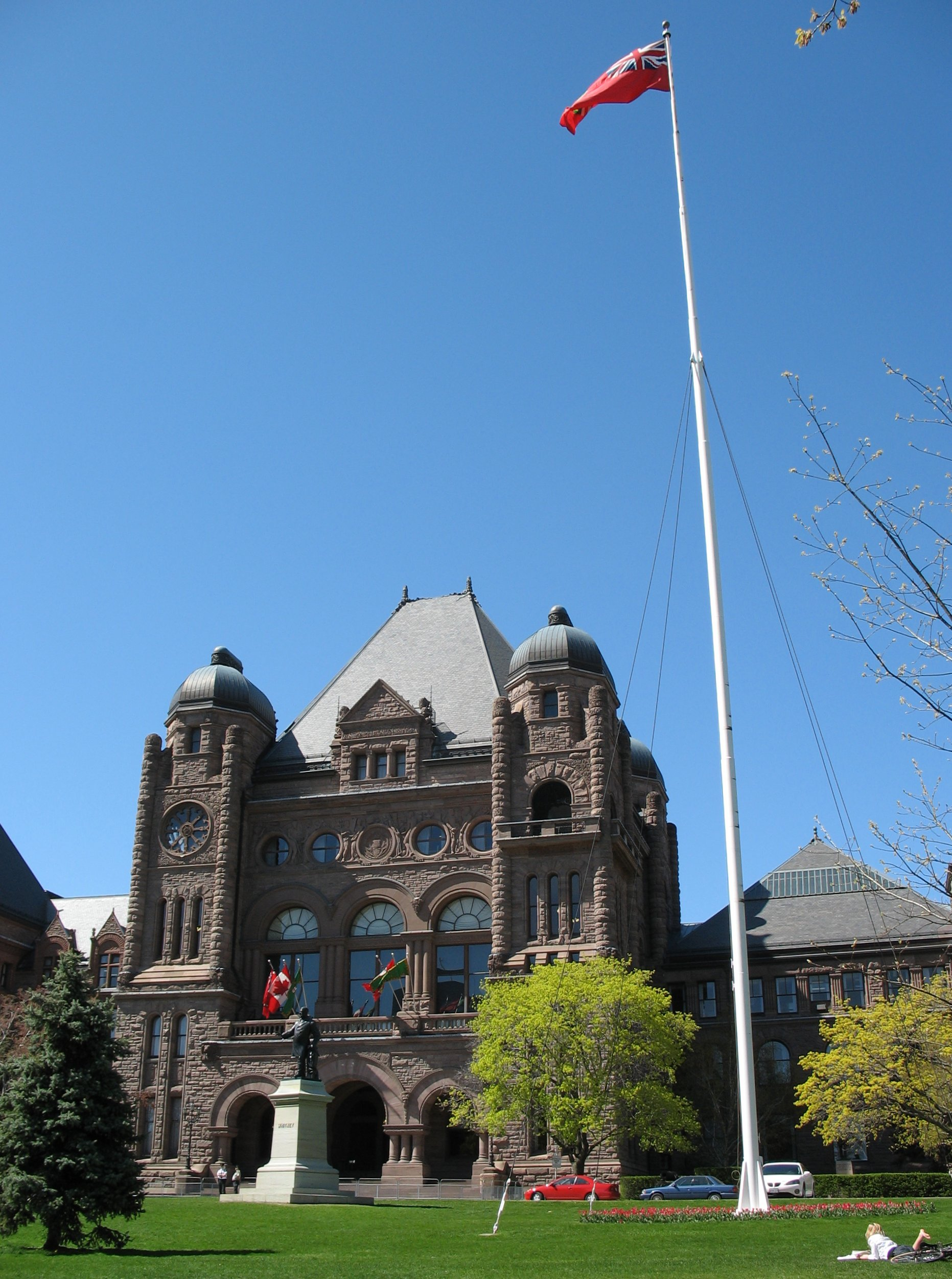
Assemblea legislativa d'Ontario, Toronto.
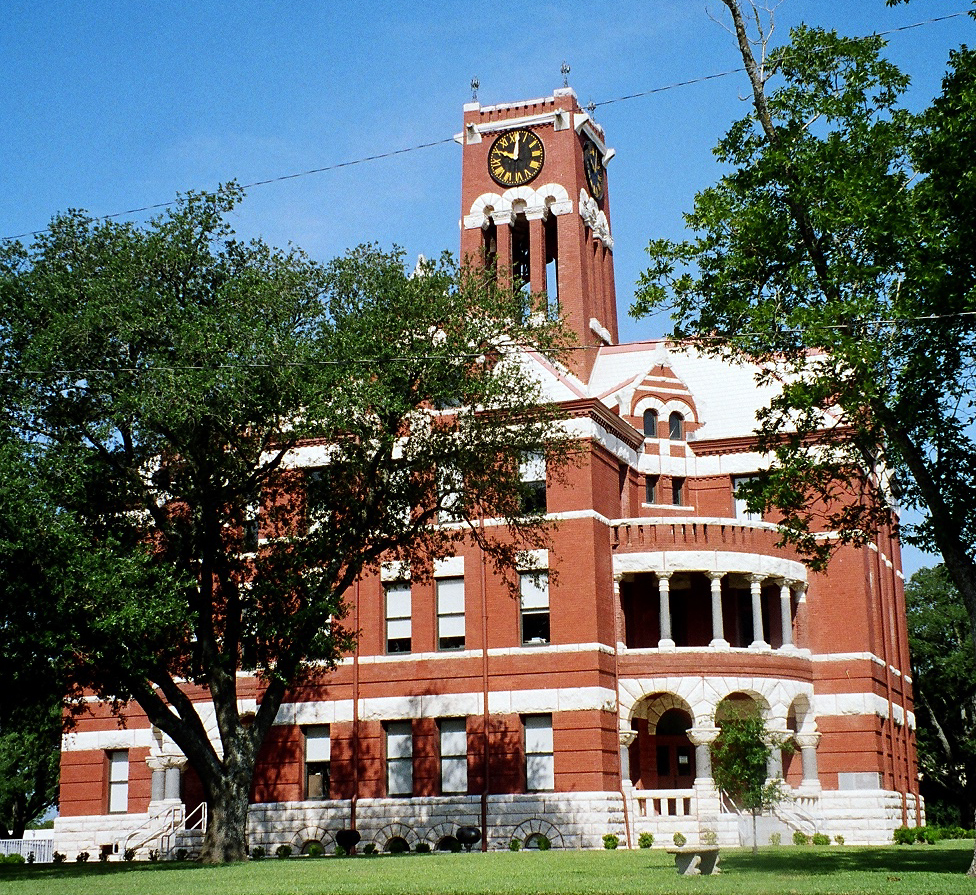
Jutjat del Comtat de Lee (1899): prudents característiques romàniques aplicades a un disseny conservador
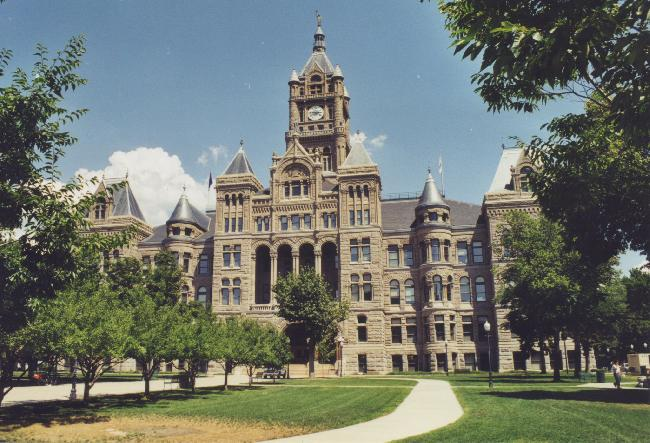
Edifici de la ciutat de Salt Lake City i del Comtat, Salt Lake City, Utah, Monheim, Bird, i Proudfoot architects (1894)
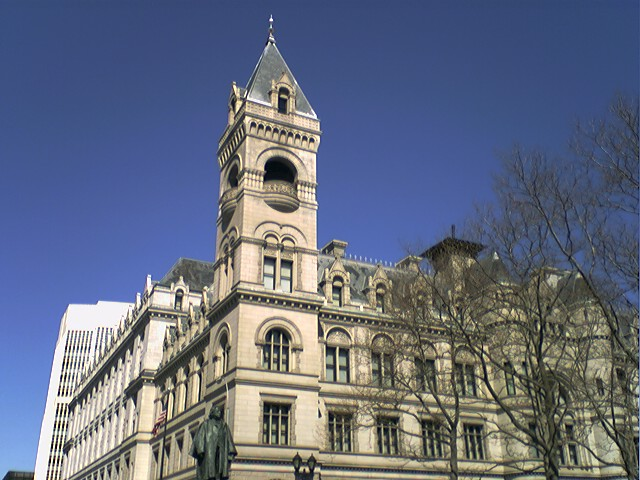
Oficina General de Correus de Brooklyn, Cadman Plaza, Mifflin I. Bell (1885-91)
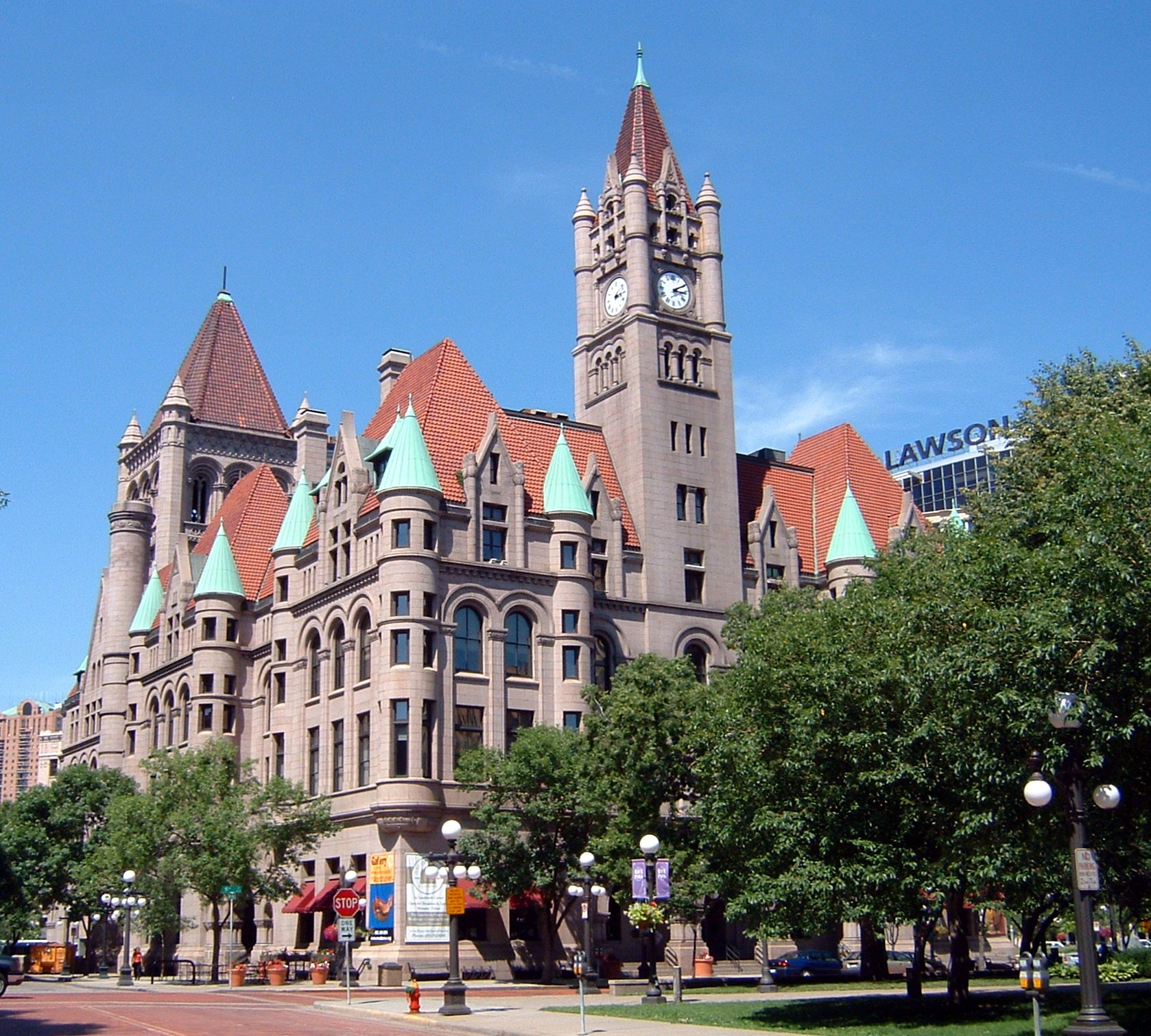
Antic edifici de la Cort Federal, Saint Paul, Minnesota (actualment Landmark Center), Willoughby J. Edbrooke, projectat el 1892, finalitzat el 1901.
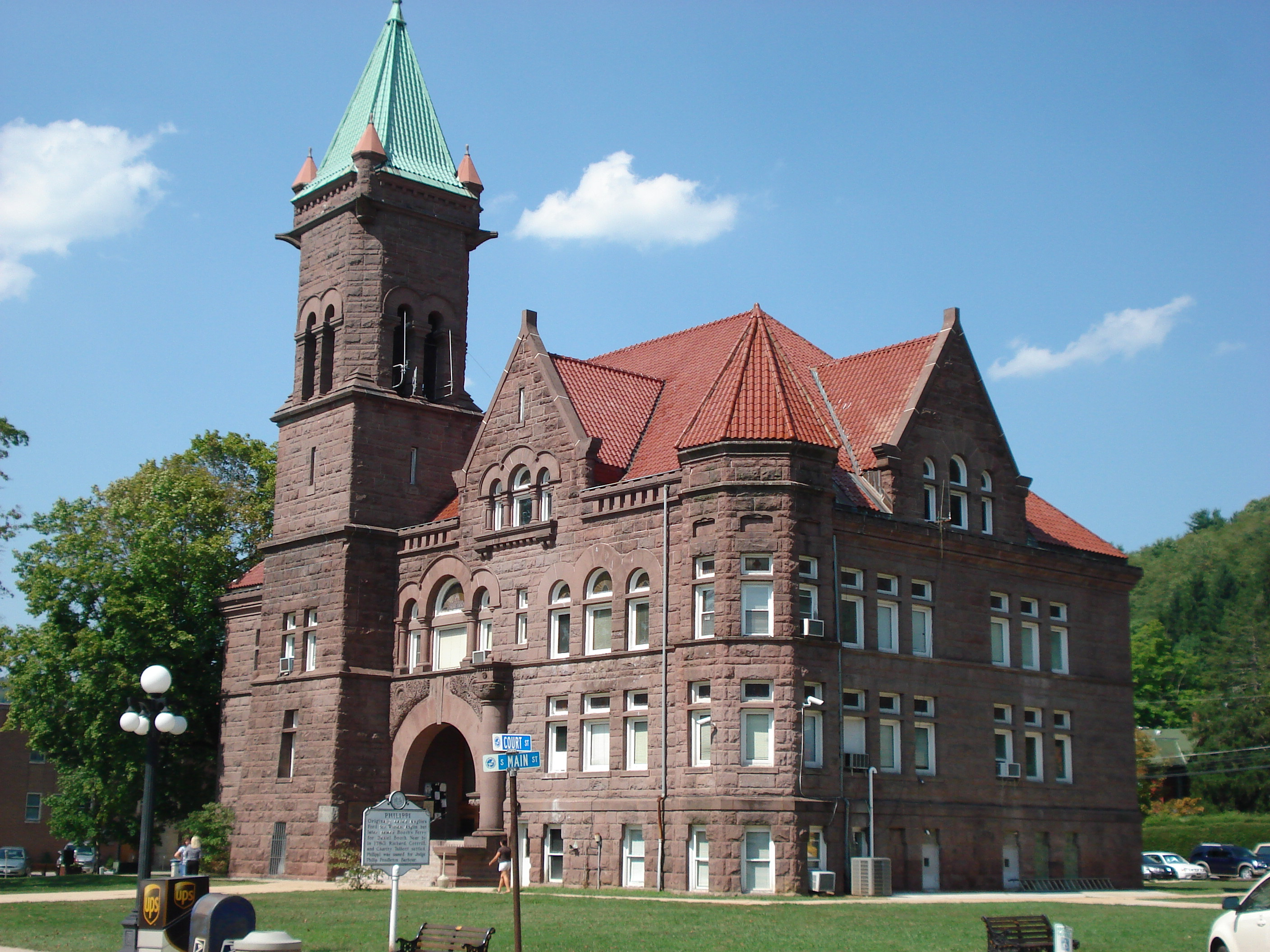
Jutjat del Comtat de Barbour a Philippi, Virgínia Occidental finalitzat el 1905.
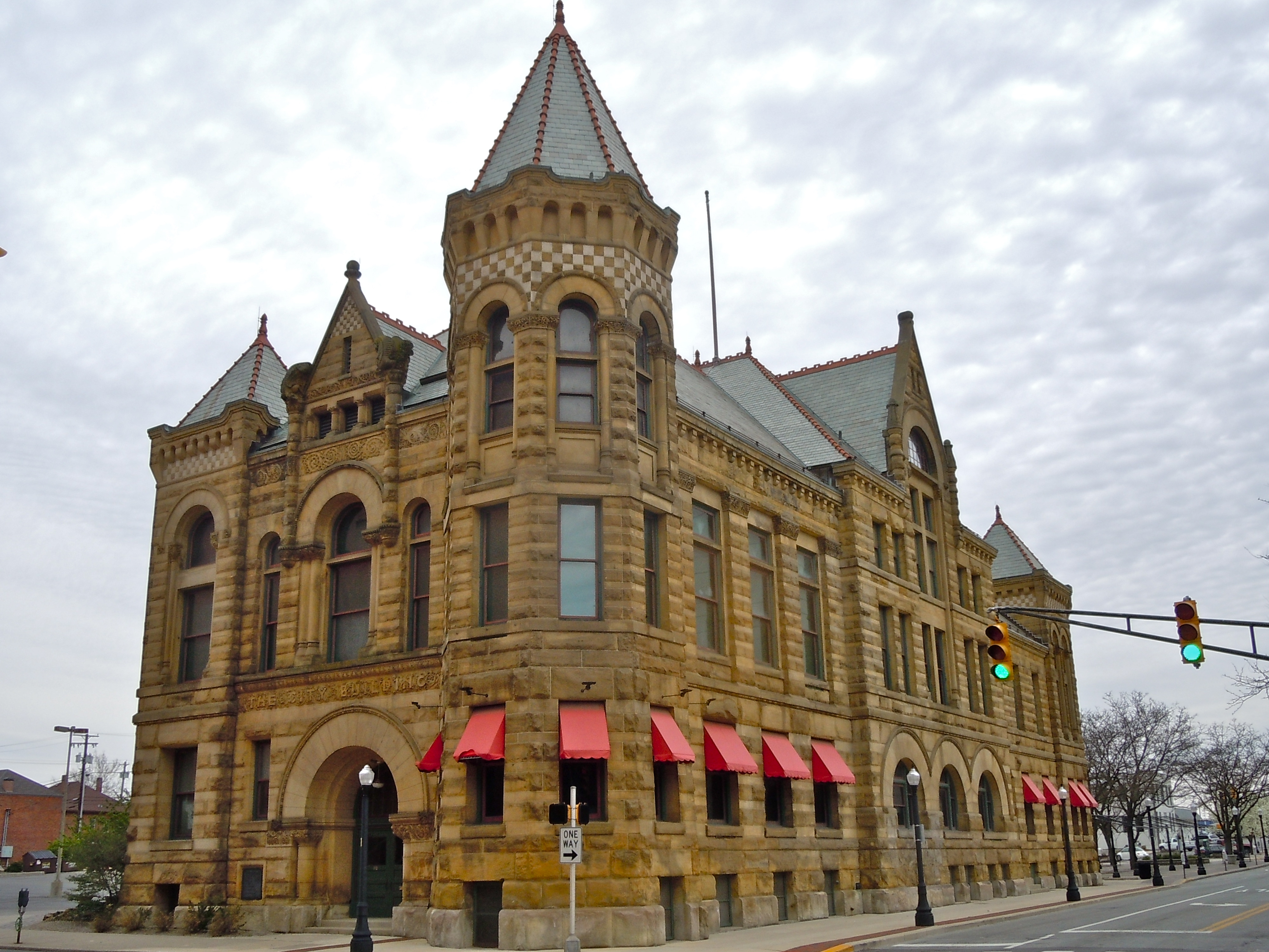
Antic ajuntament de Fort Wayne, Indiana. Finalitzat el 1893.
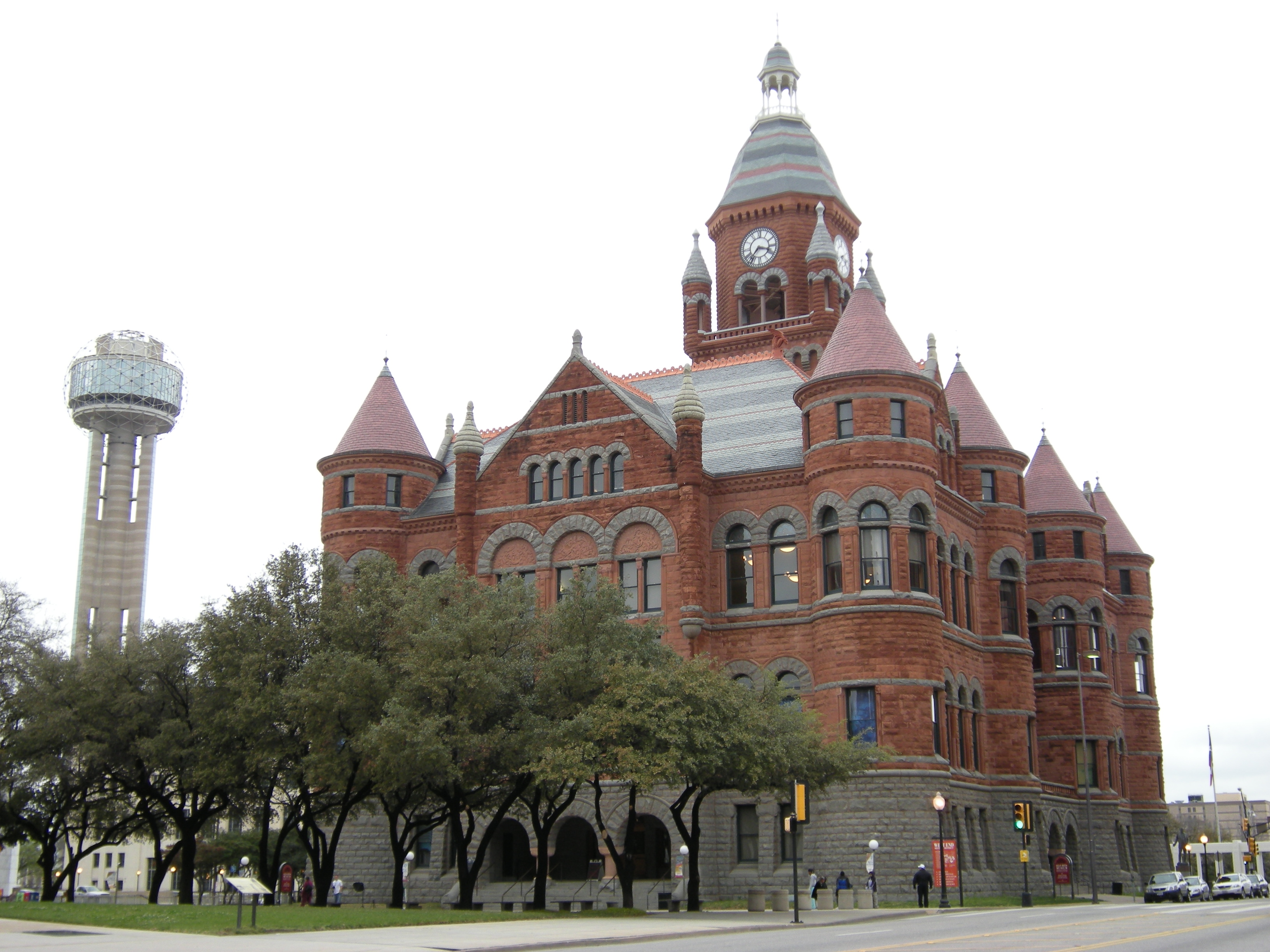
Jutjat del Comtat de Dallas, actualment Old Xarxa Museum, dissenyat i construït per l'arquitecte i contractista Max A. Orlopp Jr. el 1891.
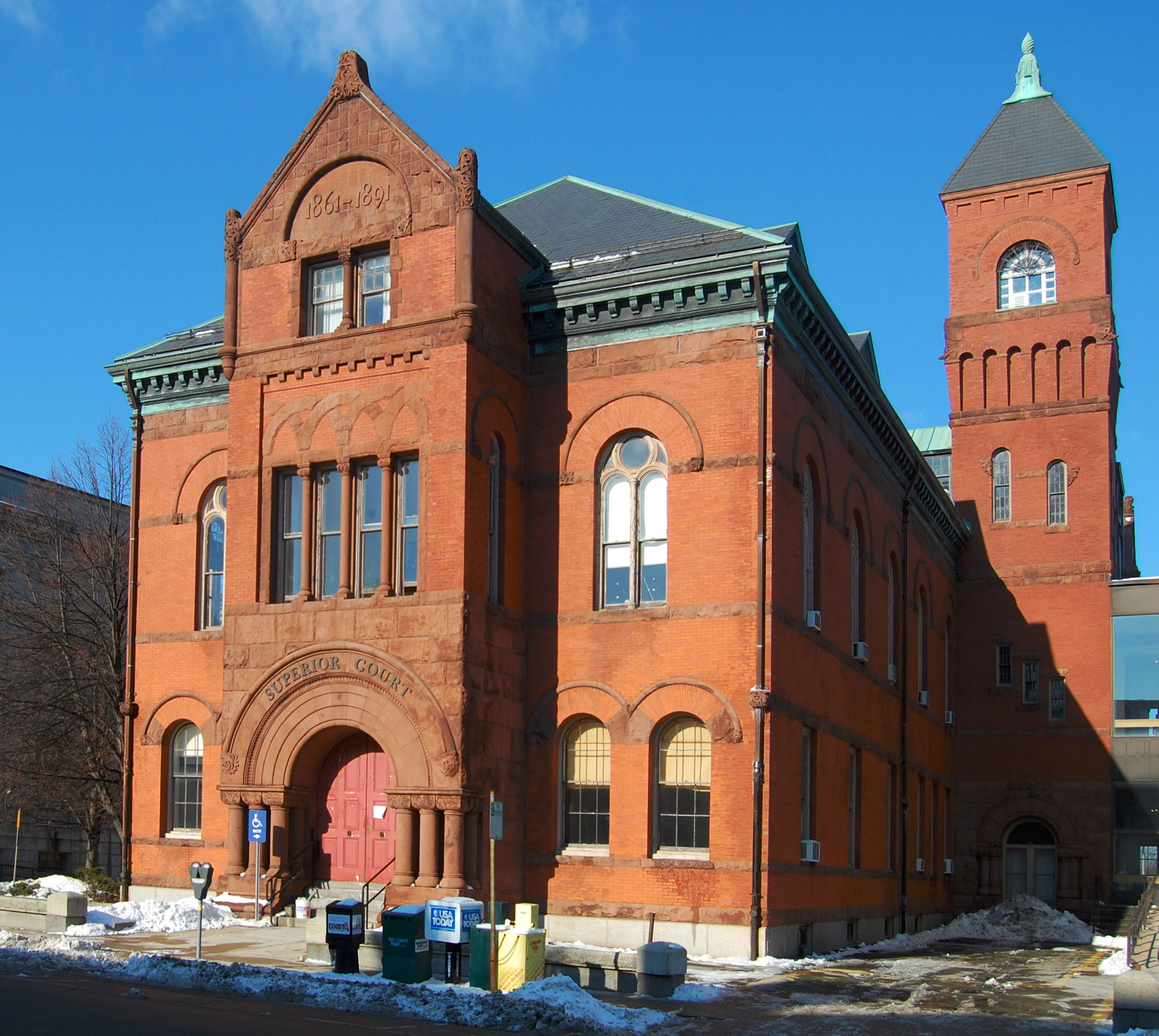
Talli Suprema de Salem, Massachusetts. Construïda el 1864 com un disseny italià, va ser remodelada sota l'estil romànic richardsonià el 1889.
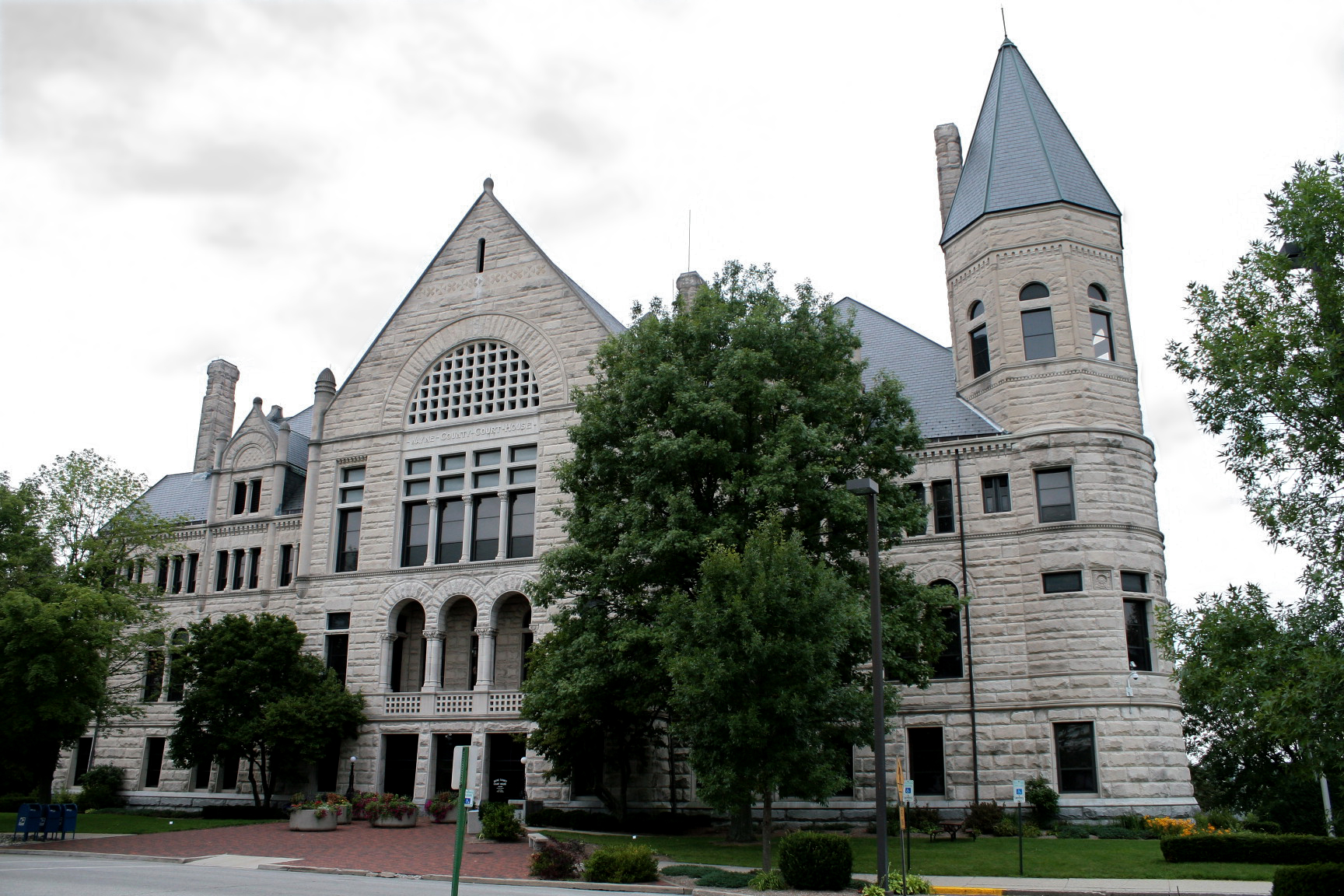
Jutjat del Comtat de Wayne, Indiana; arquitecte James W. McLaughlin, finalitzat el 1893).
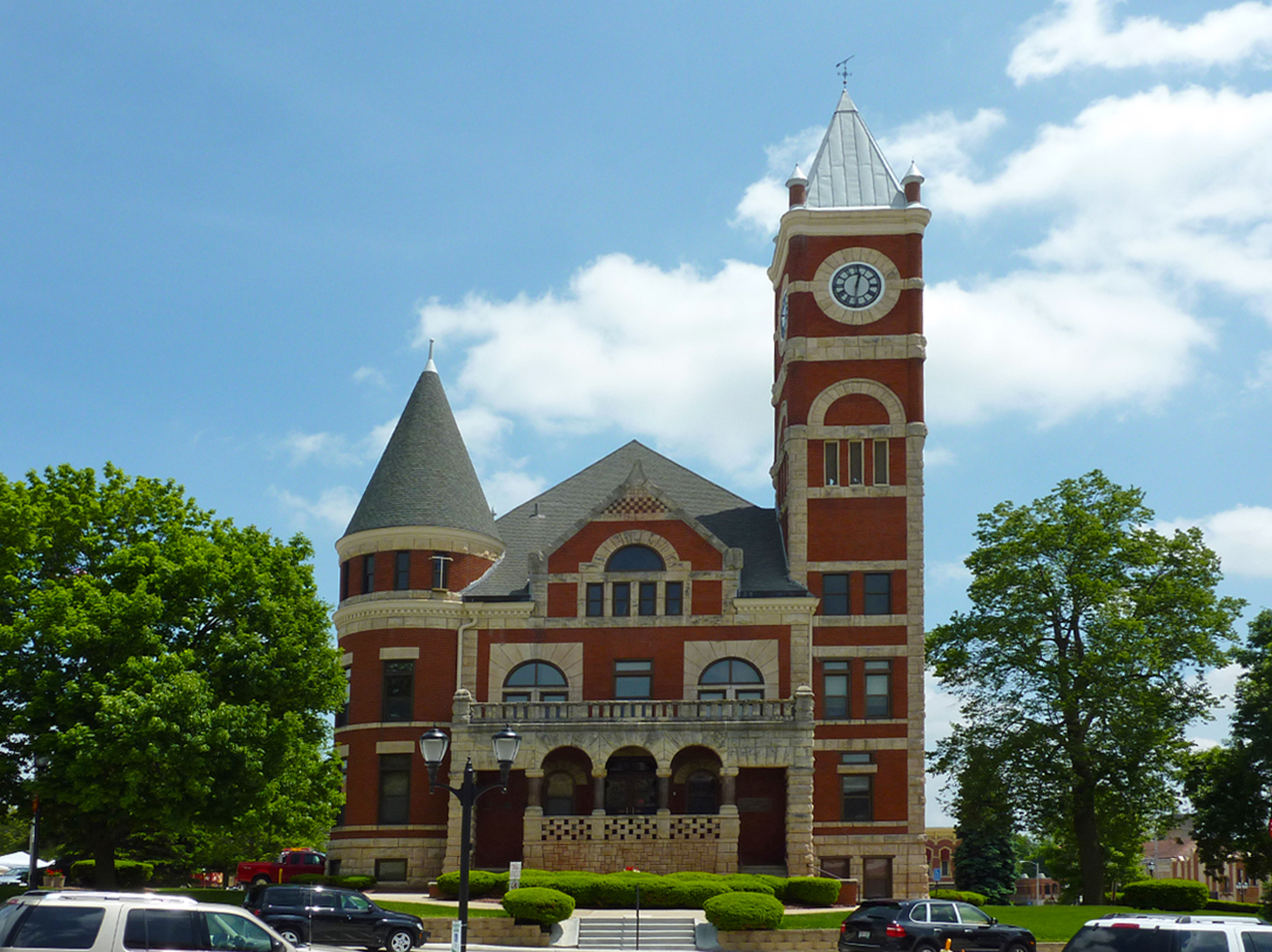
Jutjat del Comtat de Green, Monroe, Wisconsin, 1891.
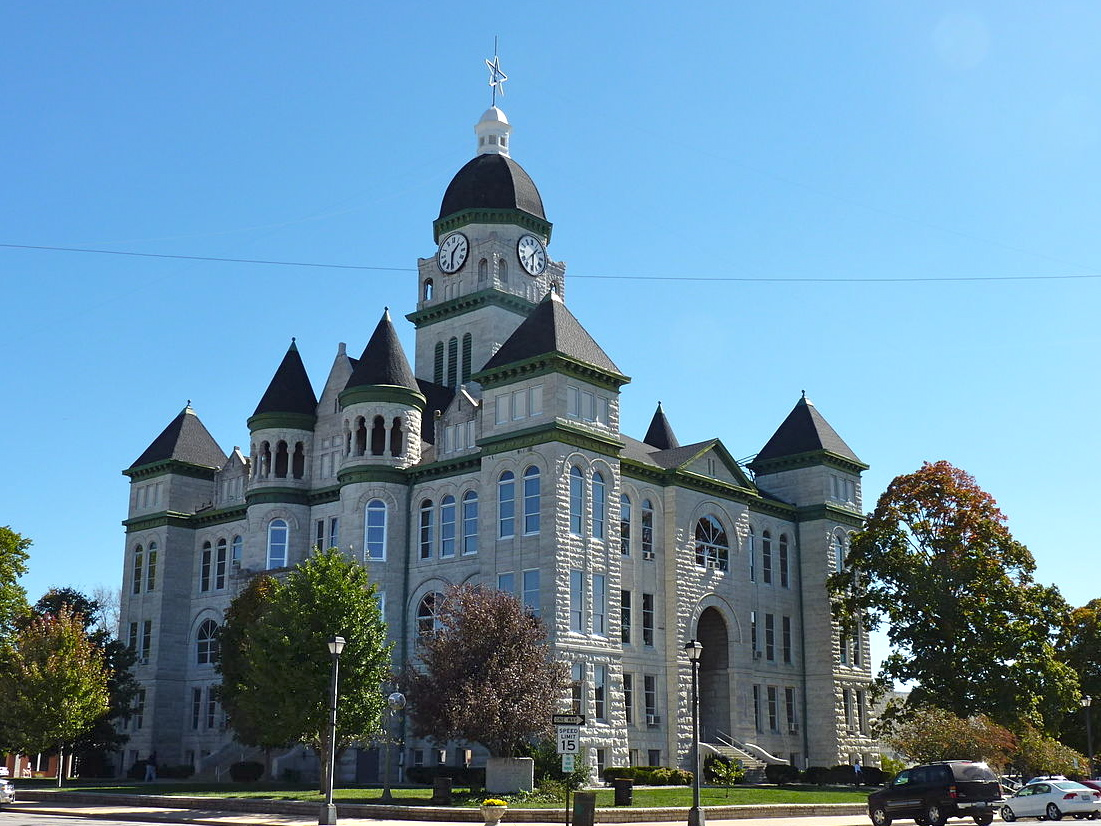
Jutjat del Comtat de Jasper, Carthage, Missouri, finalitzat el 1895 per l'arquitecte i contractista Max A. Orlopp Jr.

Institucions educatives i biblioteques
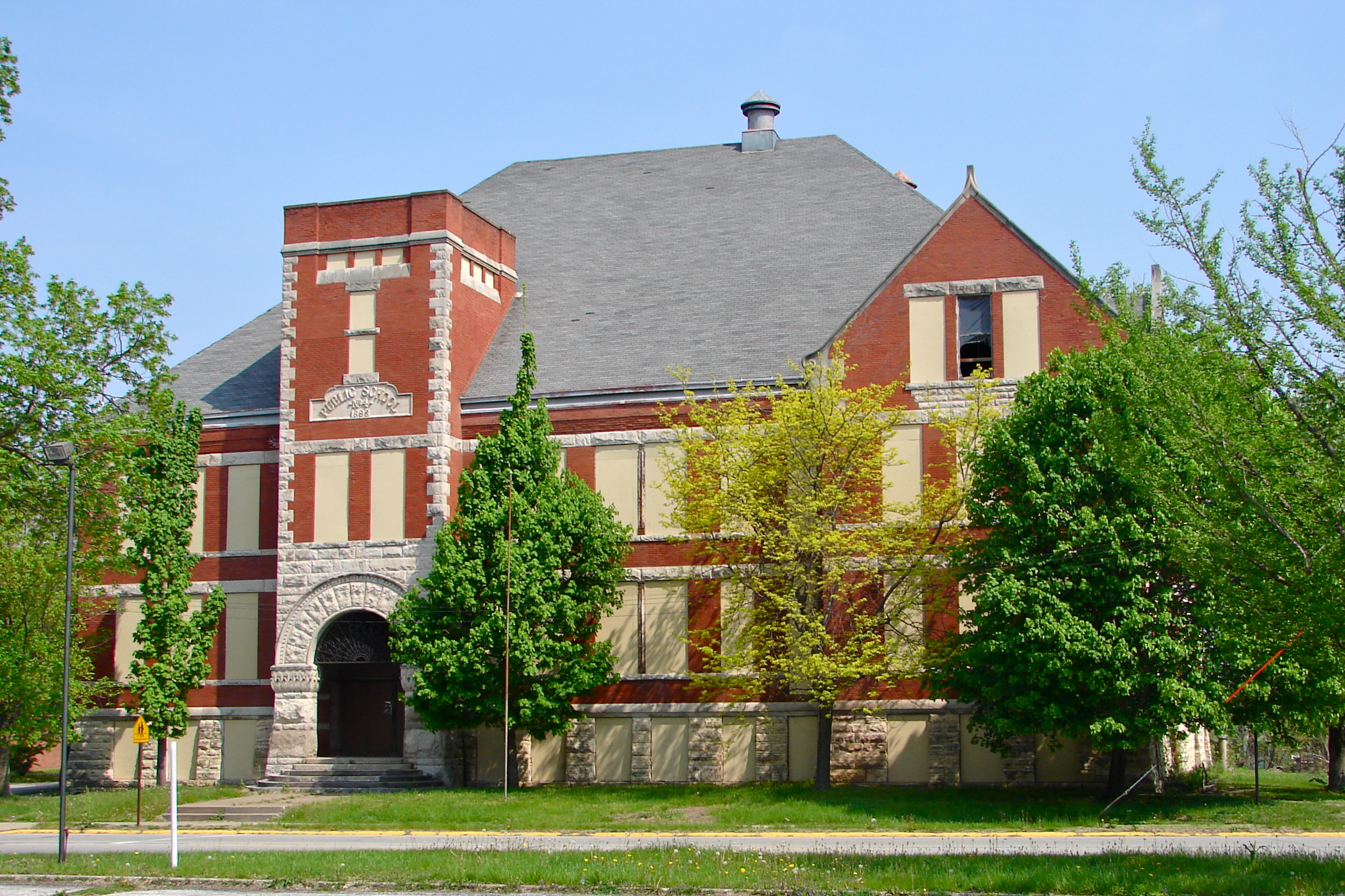
Escola Lincoln, Rock Island, Illinois, construït el 1893 per E.S. Hammatt, programada la seva demolició.
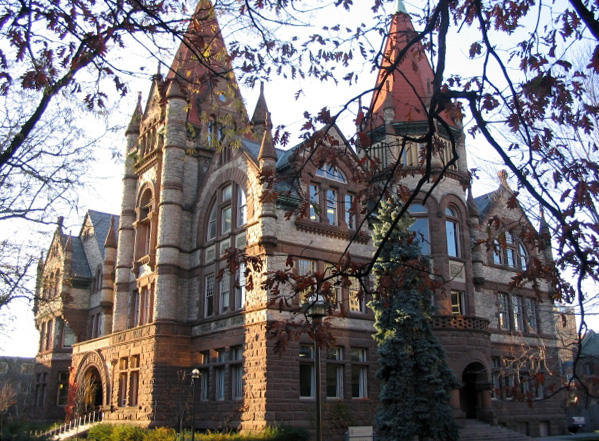
Old Vic, el principal edifici de la Universitat Victoria a la Universitat de Toronto, construït el 1892 per W. G. Storm
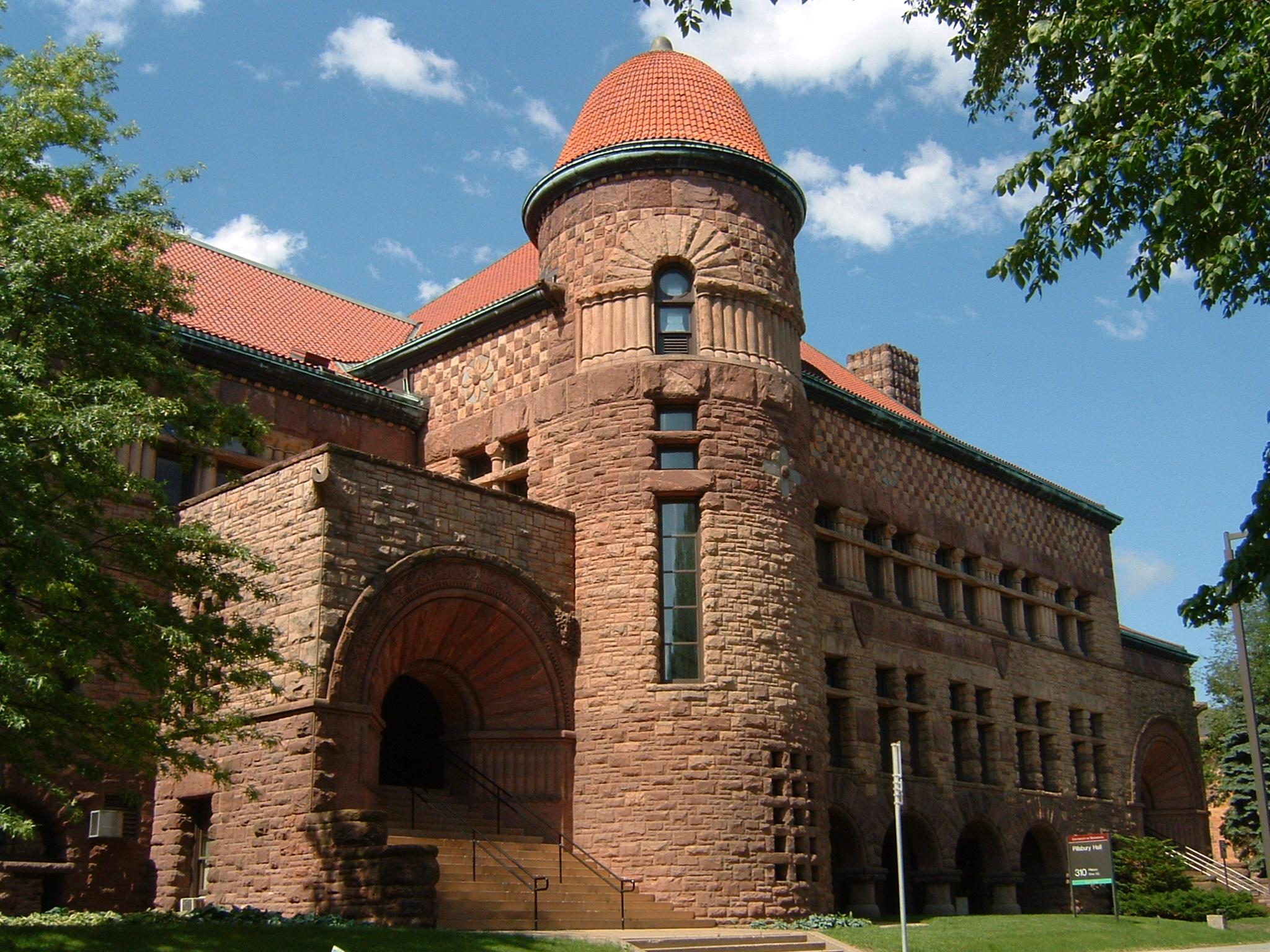
Pillsbury Hall, al campus de la Universitat de Minneapolis, Minnesota. Arquitecte LeRoy Buffington, dissenyador Harvey Ellis, 1887.
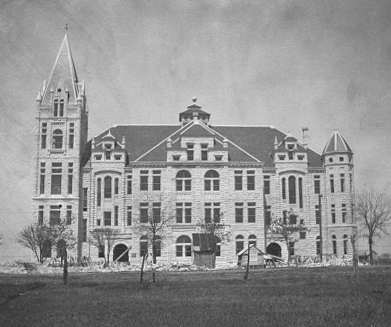
L'edifici Cullenen el campus de la Universitat Southwestern, construït el 1898.
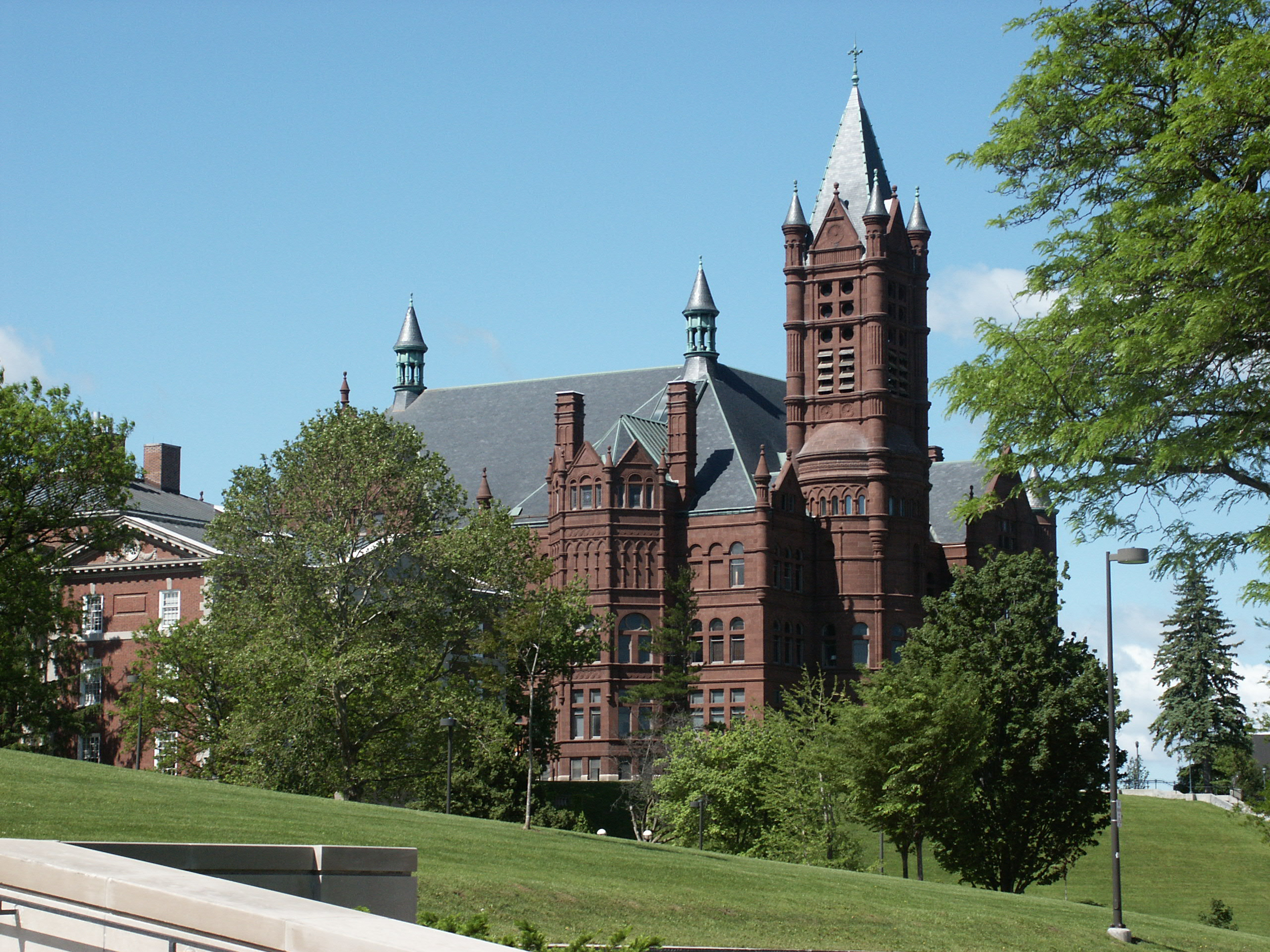
Col·legi Crouse, construït en el campus de la Universitat de Siracusa el 1881.
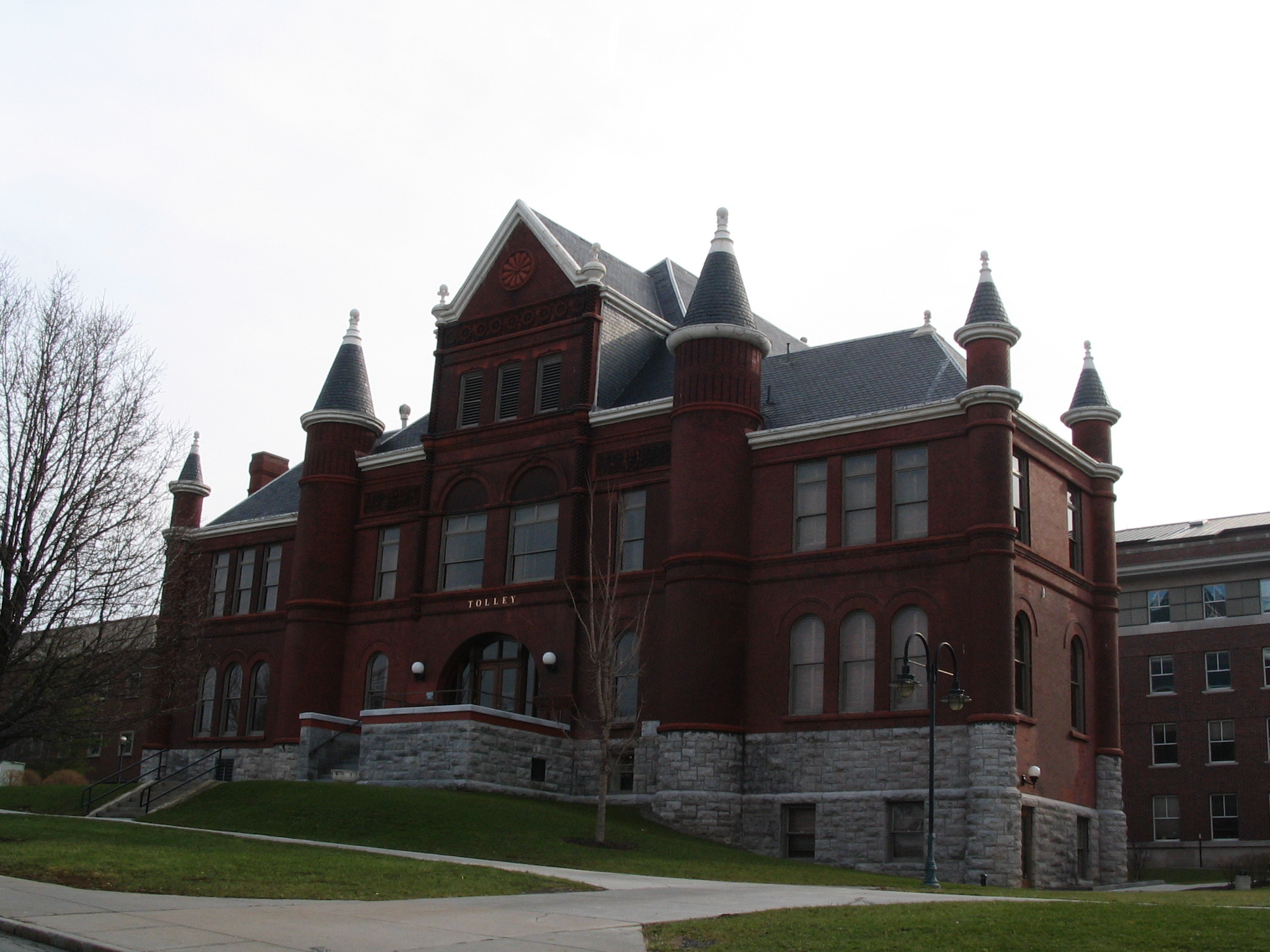
Edifici administratiu Tolley a Siracusa, construït el 1889.
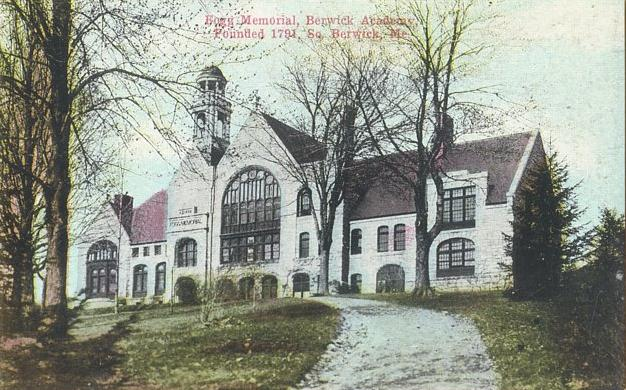
Fogg Memorial Building a Berwick Academy, South Berwick, Maine, construït el 1894 per George A. Clough i Hiram Fogg.
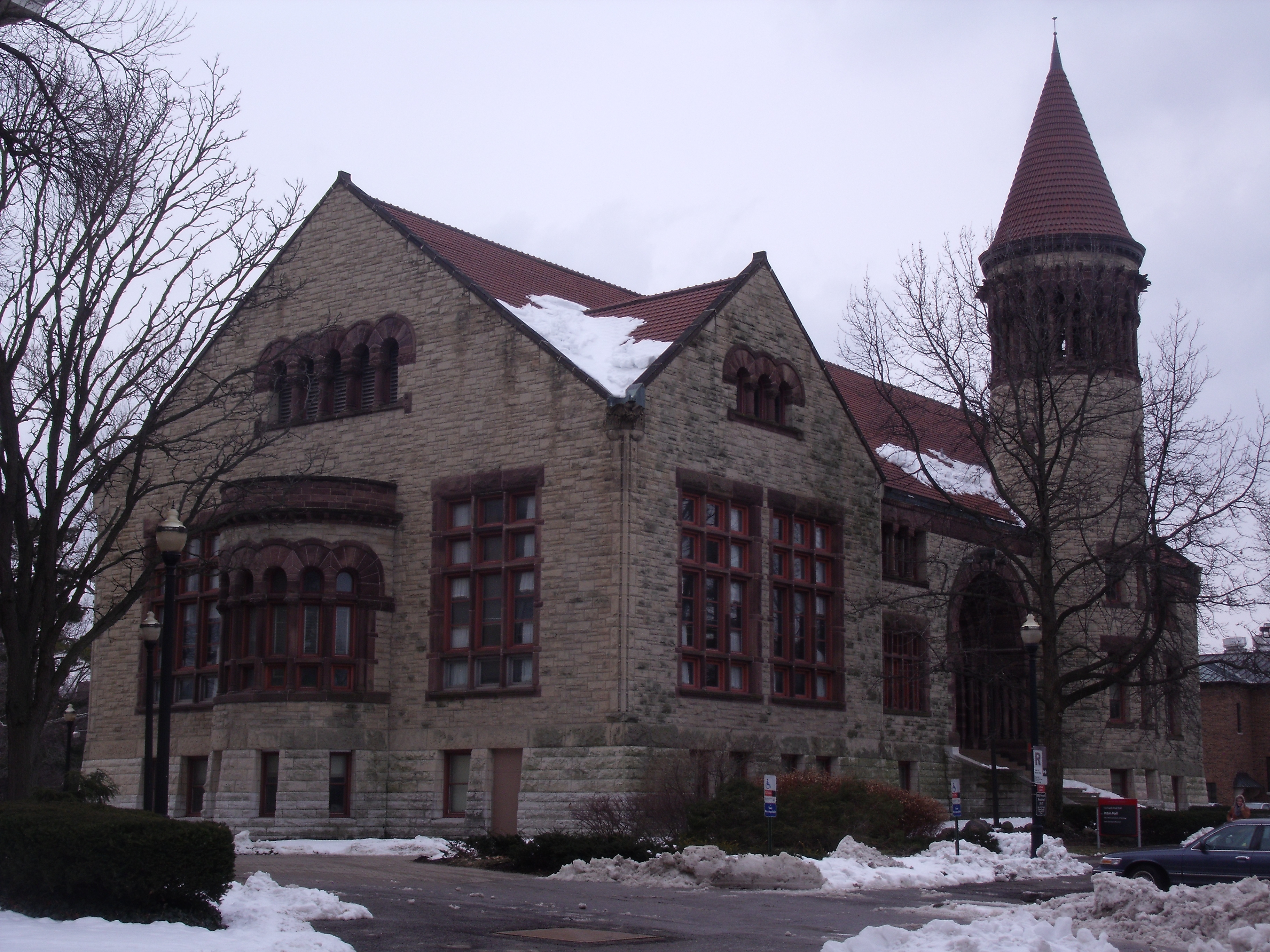
Orton Hall, Universitat Estatal d'Ohio, finalitzat el 1893.
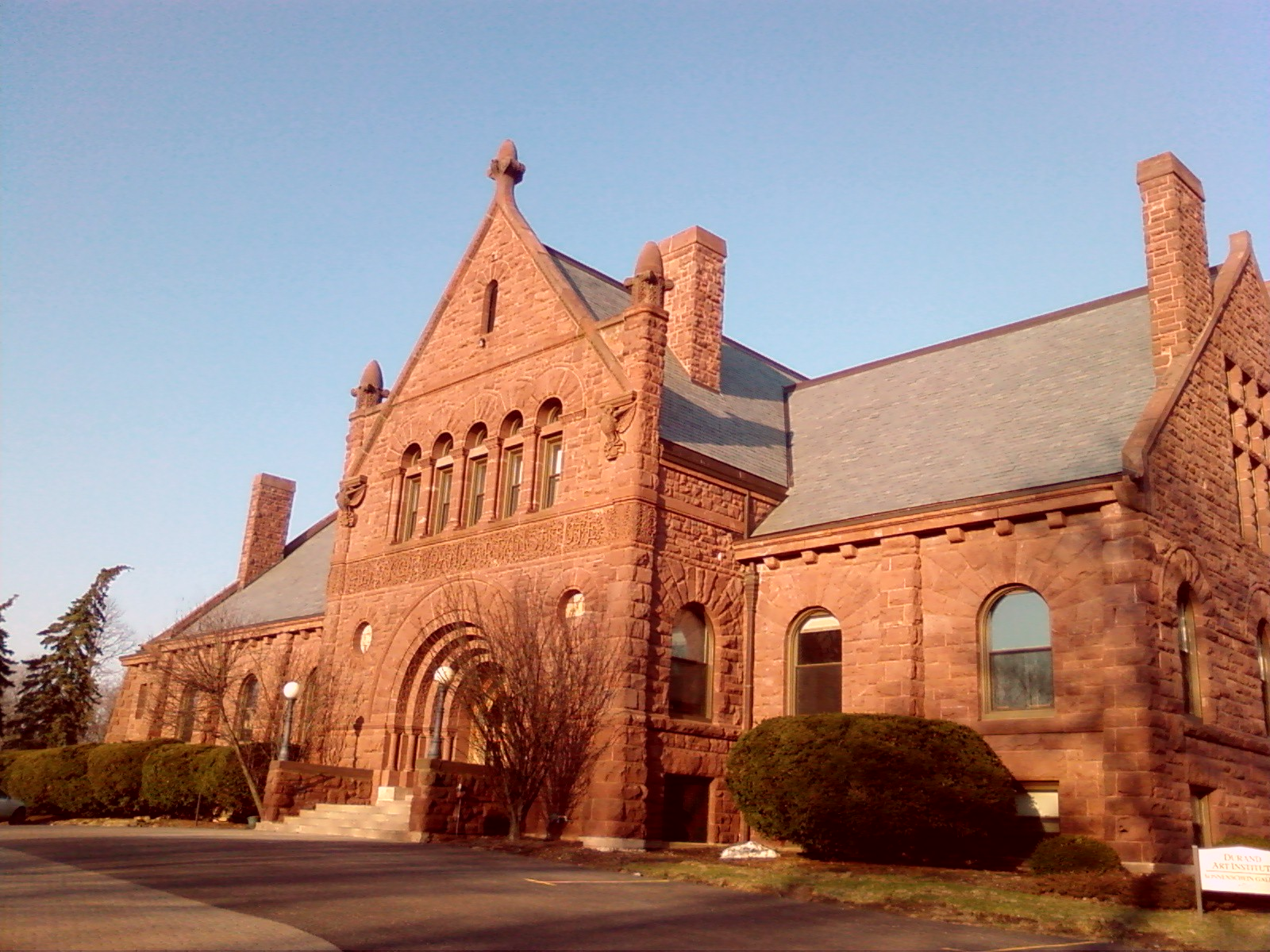
Institut d'Art Durand, Col·legi Lake Forest, Lake Forest, Illinois. Arquitecte Henry Ives Cobb, finalitzat el 1891.
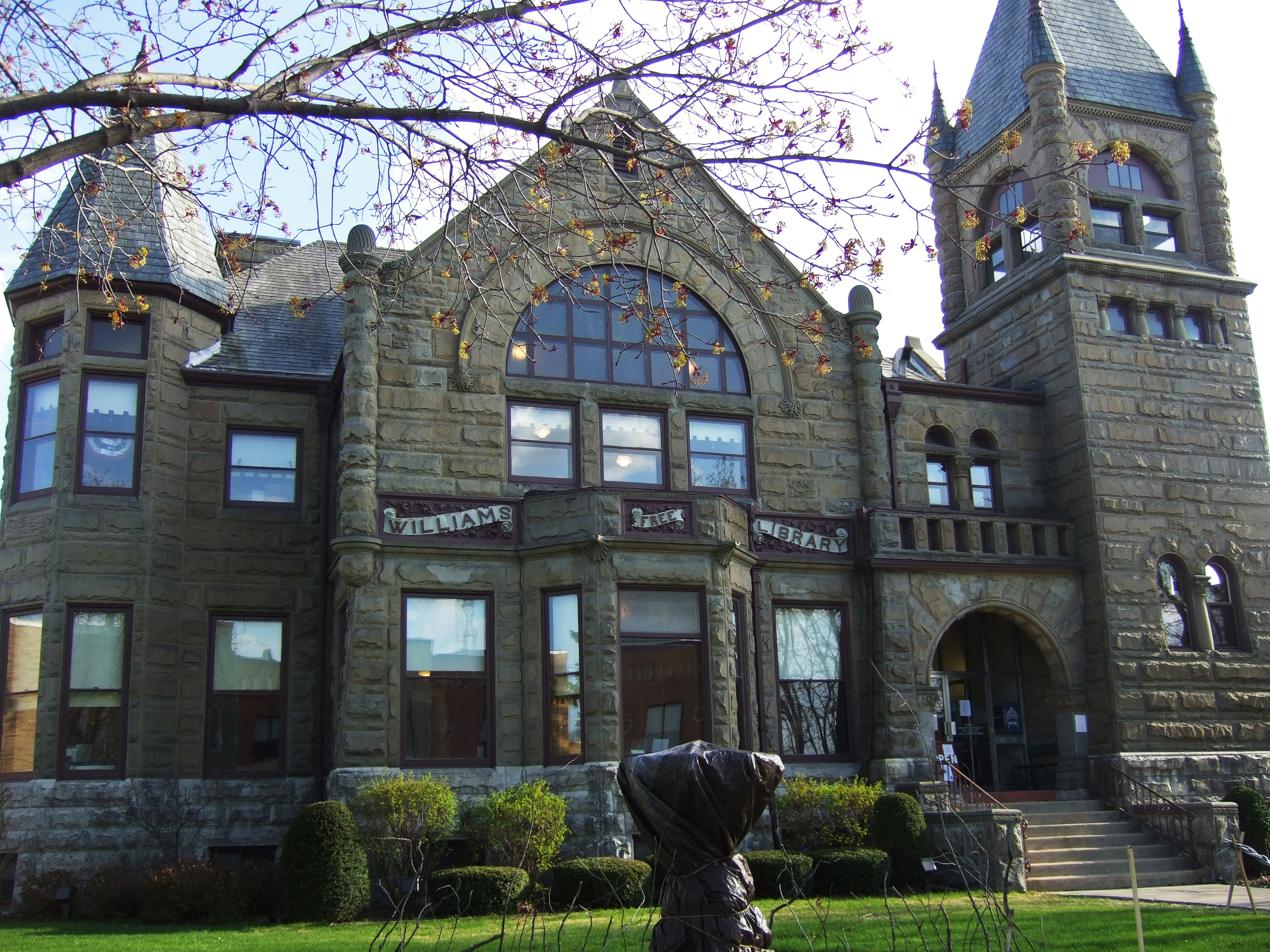
Biblioteca Williams Free, Beaver Dam, Wisconsin. Oberta el 1891. Arquitecte Walter Holbrook.
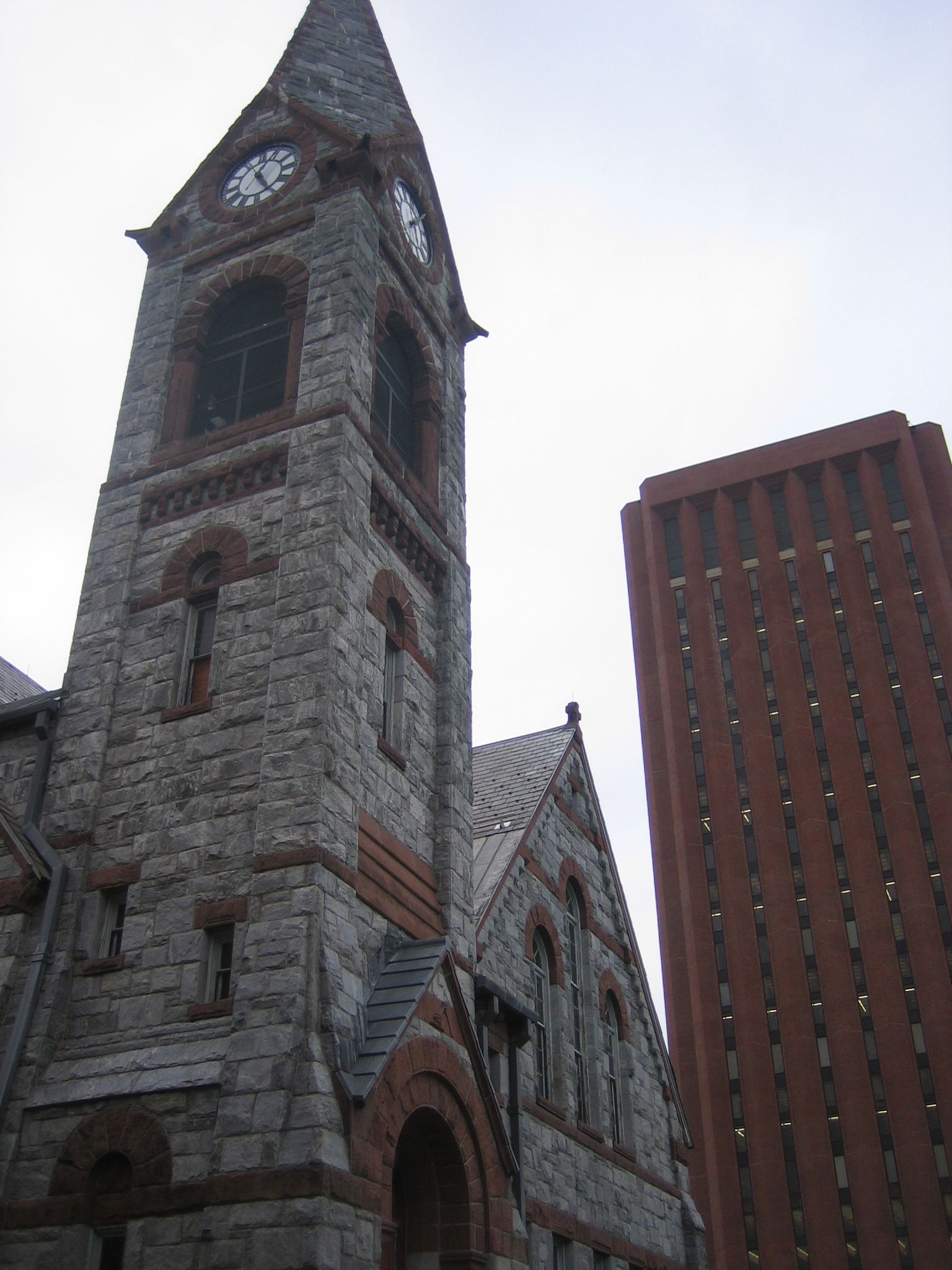
Old Chapel, antiga biblioteca i la sala de reunió de la Universitat Amherst de Massachusetts, Amherst, Massachusetts. Arquitecte Stephen C. Earle, finalitzat el 1887.

Edificis de serveis
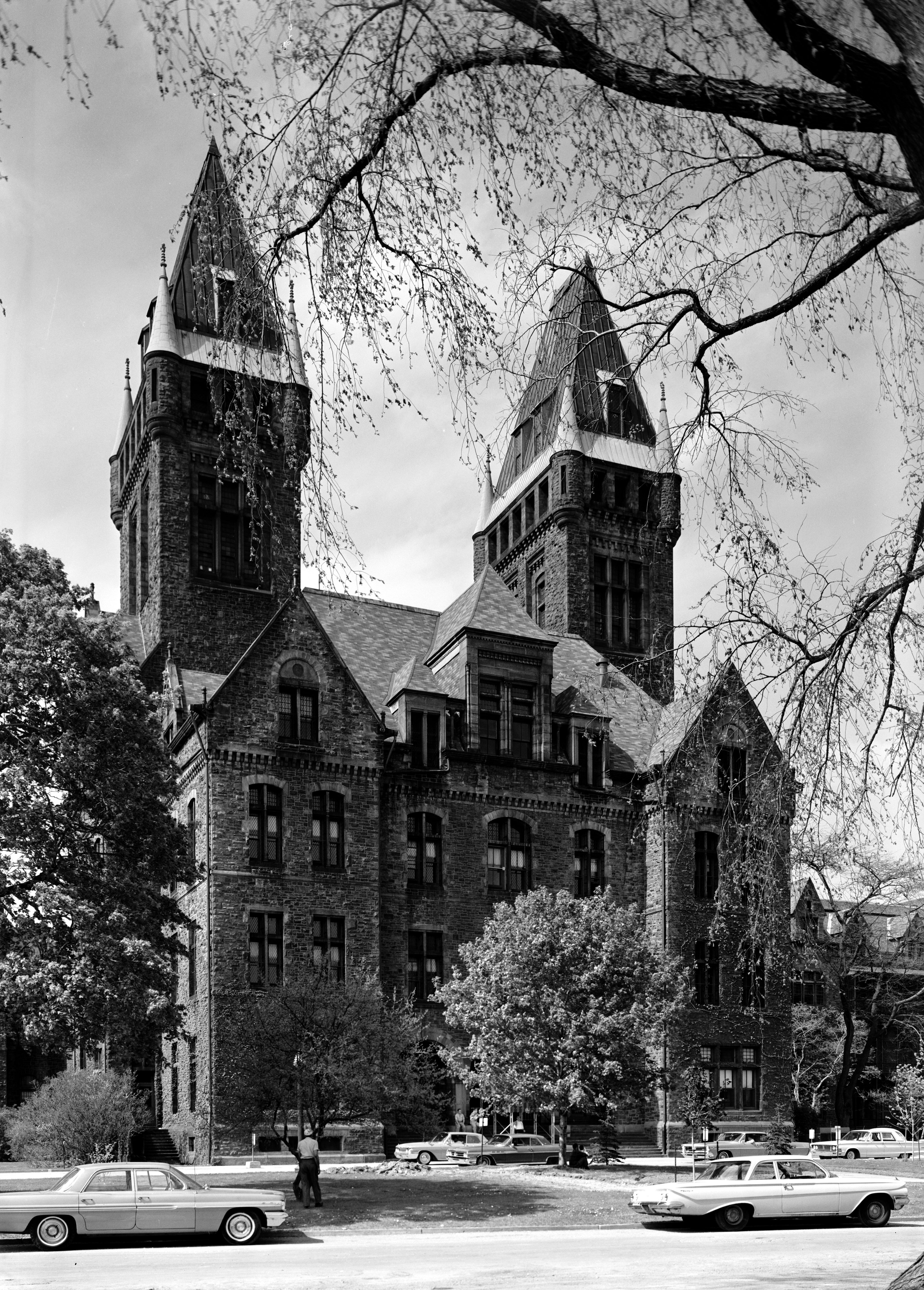
Complex H. H. Richardson a Buffalo, Nova York
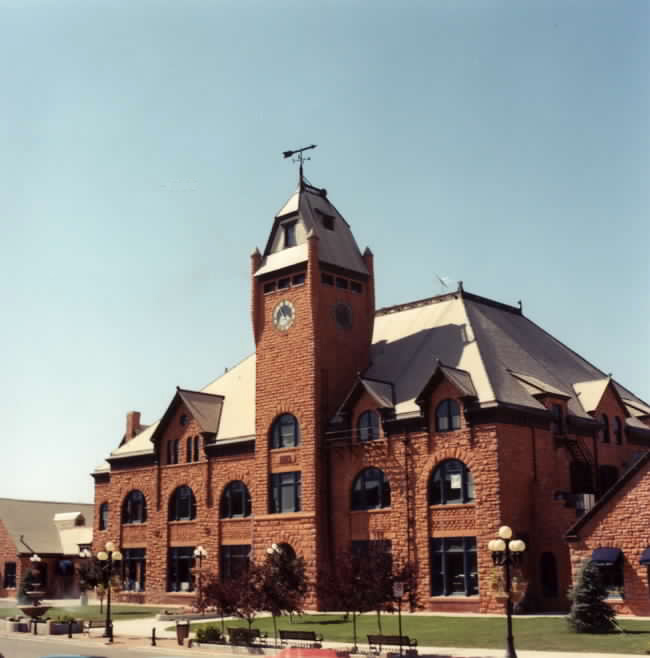
Pueblo Union Depot a Pueblo, Colorado James. Arquitectes A. McGonigle de Leavenworth, Kansas i Sprague i Newall de Chicago, Illinois, 1889-90.
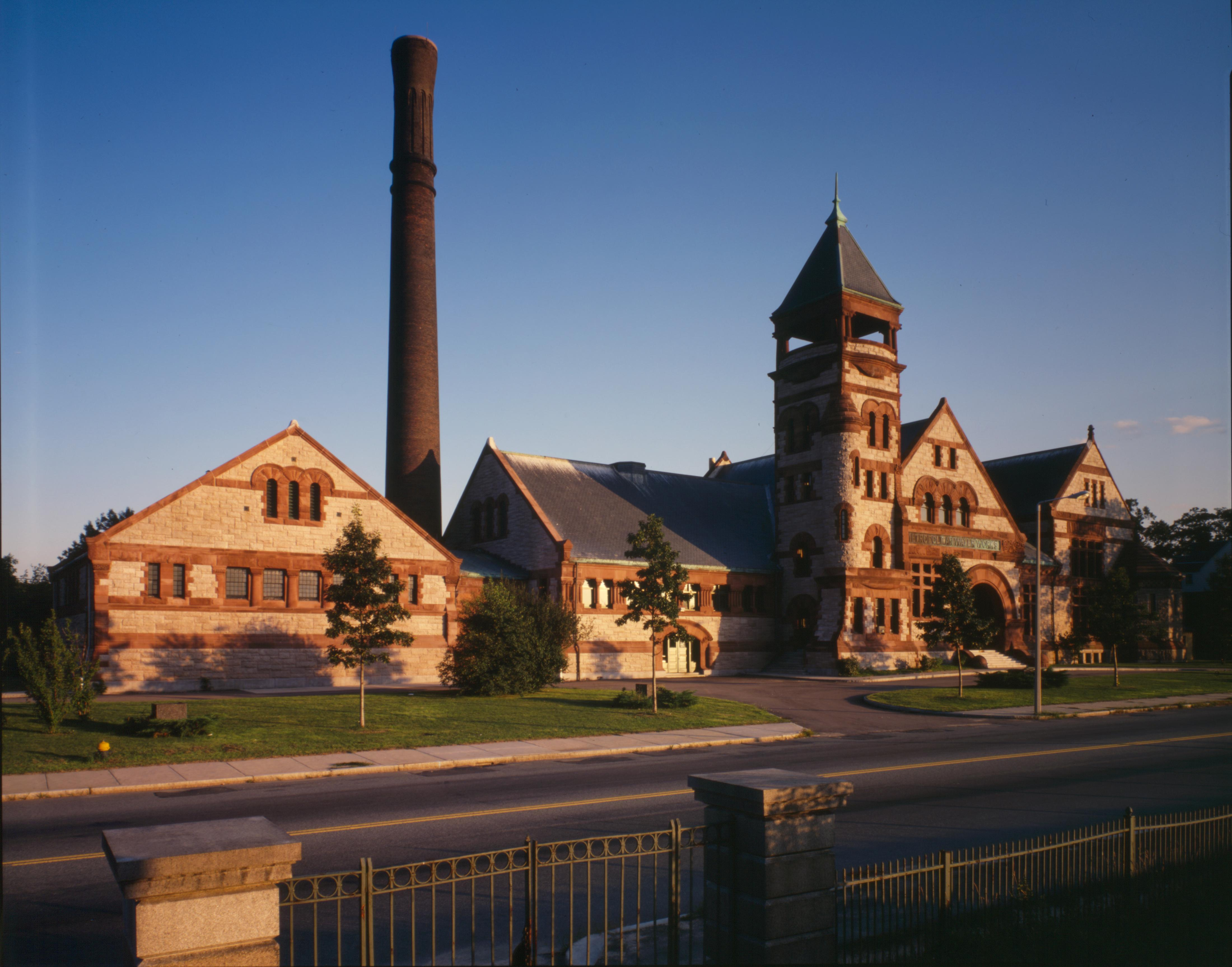
Edifici High Service a Chestnut Hill Water Works, Beacon Street, Boston, Massachusetts; arquitecte Arthur H. Vinal, 1887.
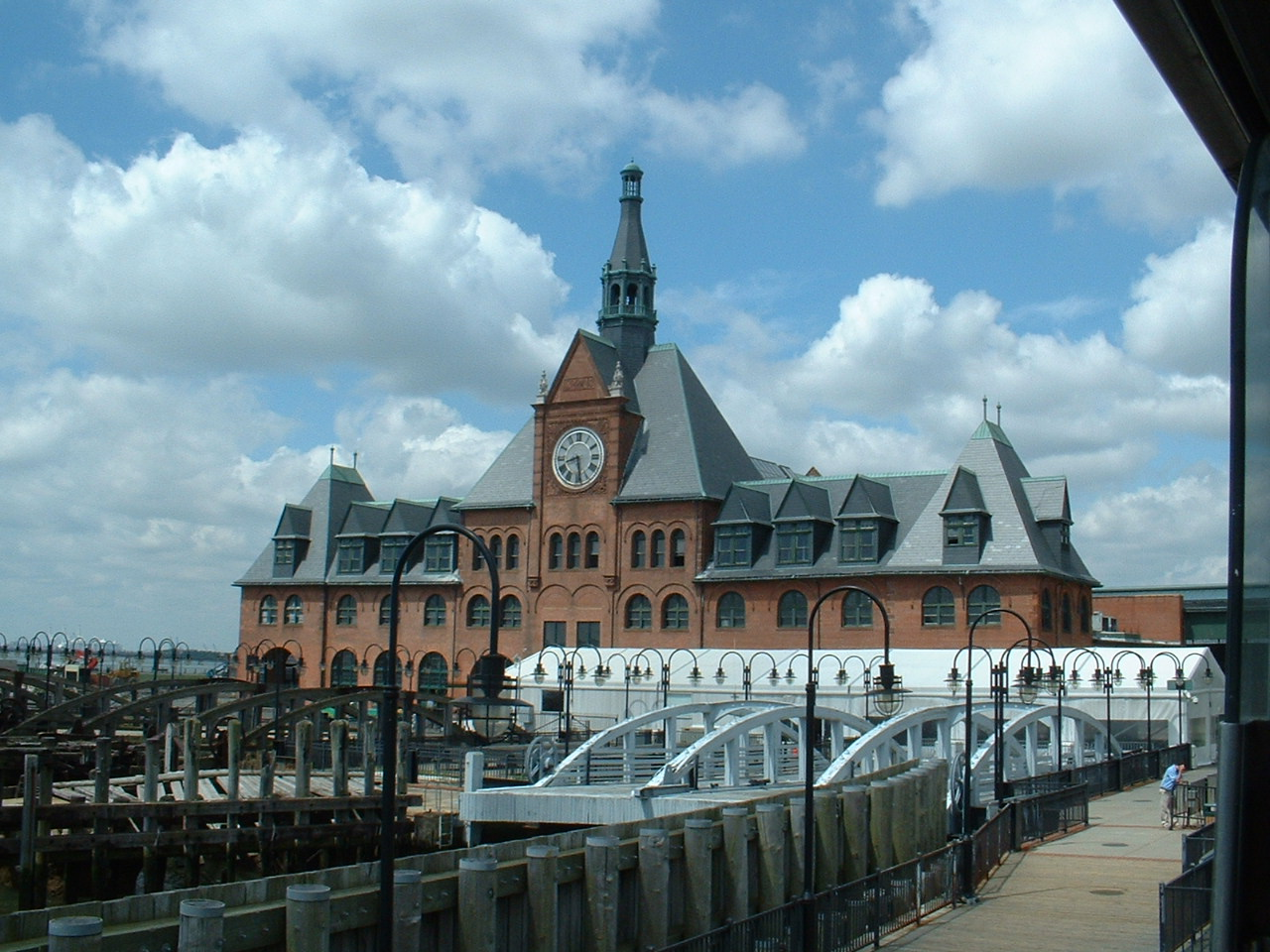
Terminal Communipaw, Jersey City, New Jersey, Arquitectes William H. Peddle de Peabody & Stearns, 1889.

Esglésies i capelles
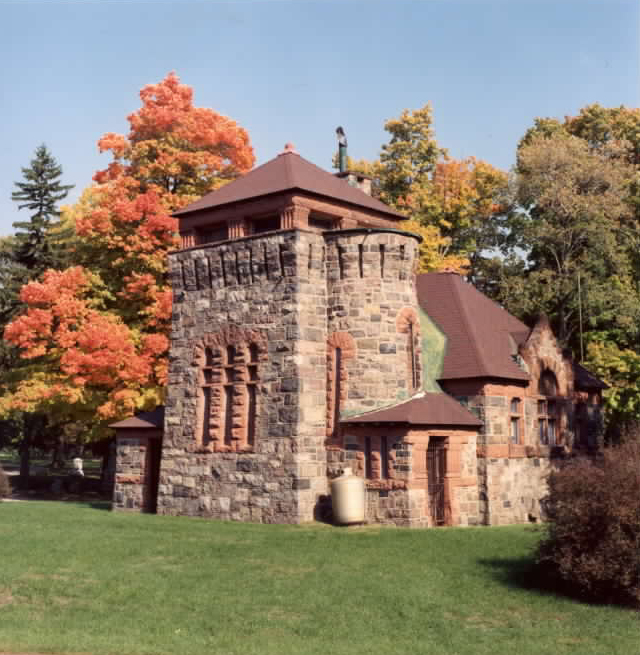
Starkweather Chapel, Ypsilanti, Míchigan; George D. Mason de Detroit, Michigan, arquitecte, 1888: Clearly-articulated clustered forms in a mock-military exercise in rustication
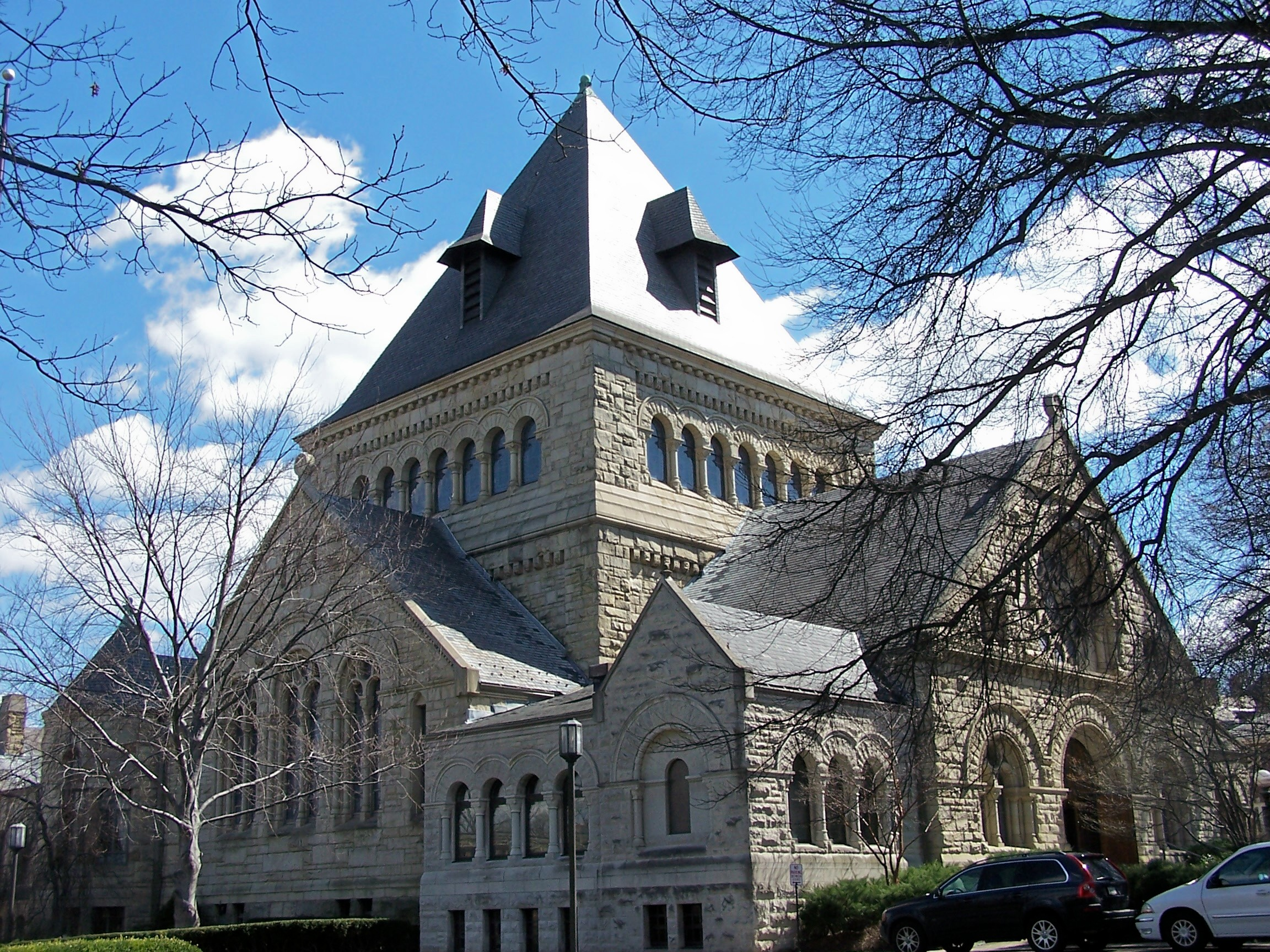
Església Presbiteriana de Shadyside, Pittsburgh. Arquitectes Shepley, Rutan & Coolidge, 1898.
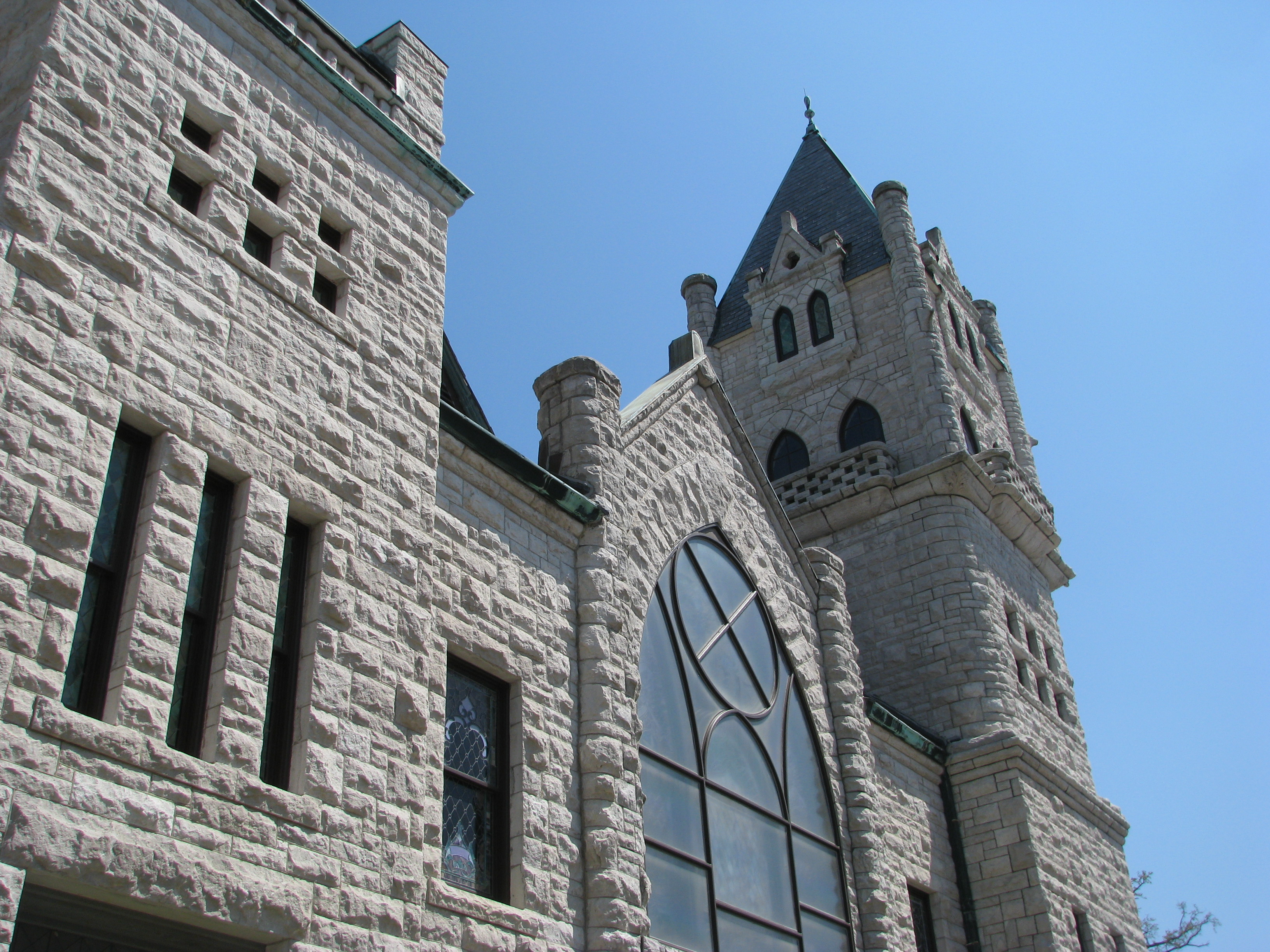
Primera Església Baptista - Districte comercial de Beaumont, Texas, actualment Biblioteca Històrica Tyrrell. Finalitzada el 1903.
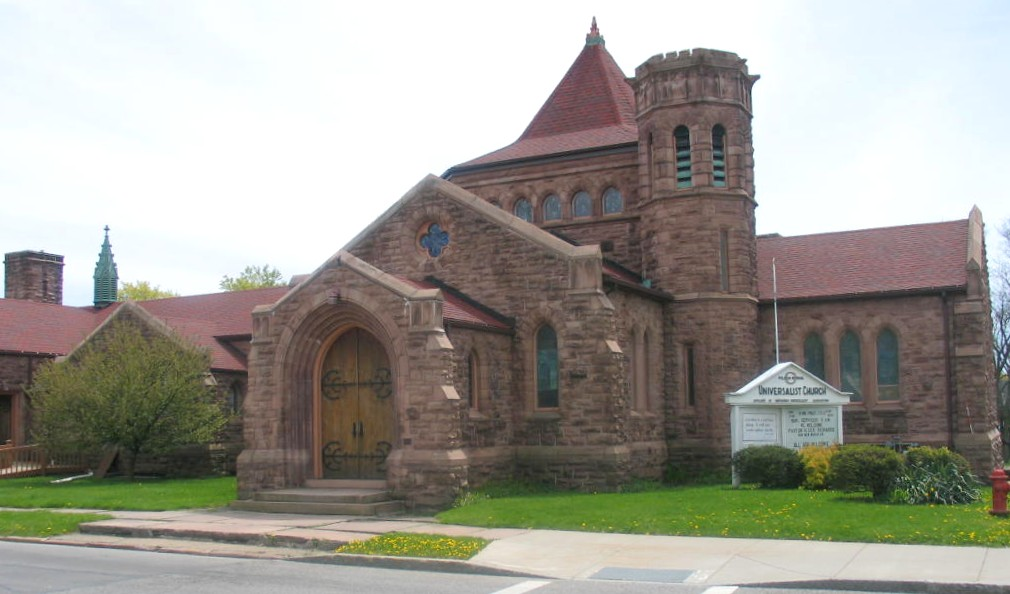
Església Memorial Universalista Pullman, Albion, Nova York. Arquitecte Solon S. Beman. Erigit el 1894.

'Edificis d'habitatges
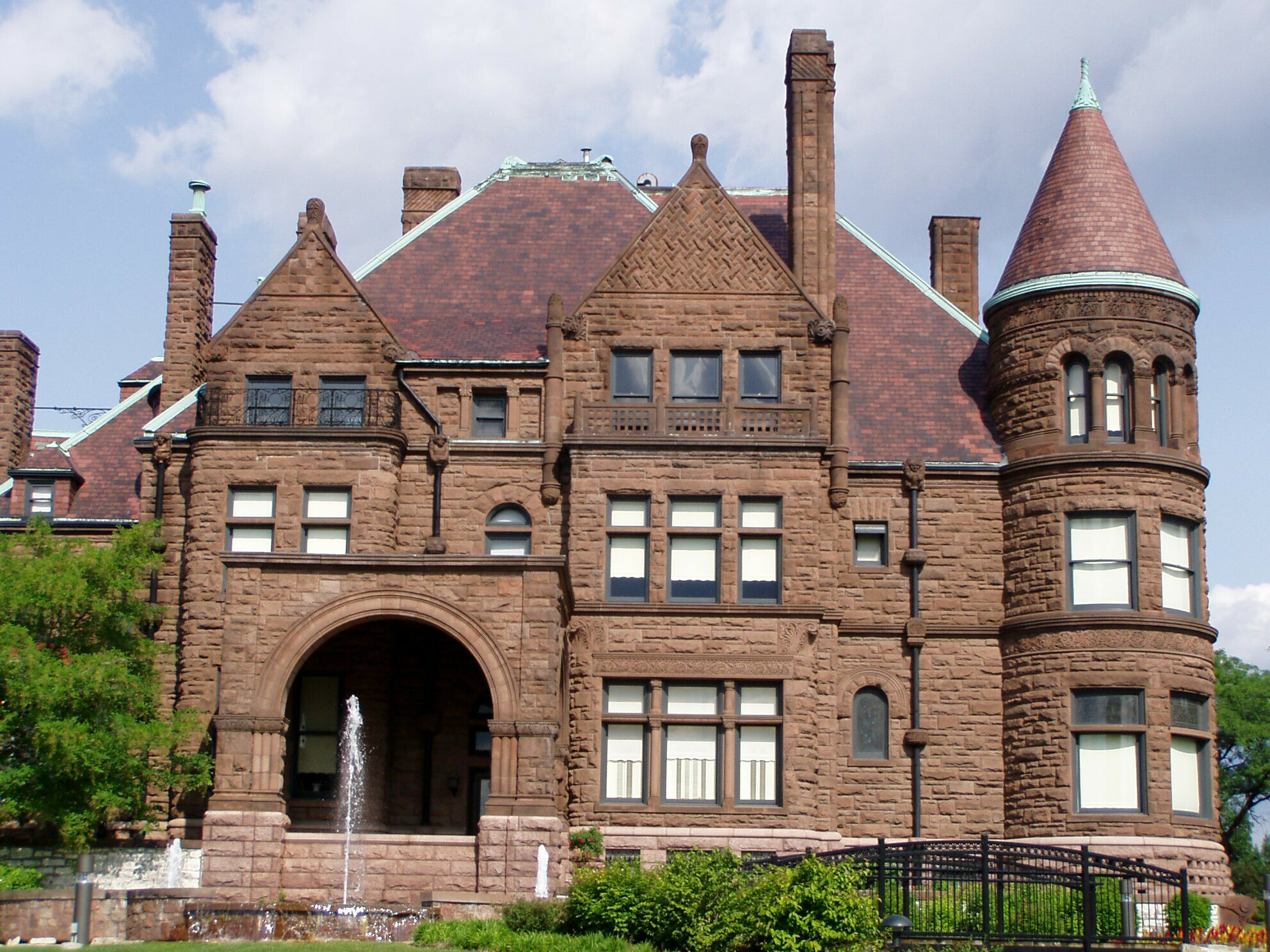
Cupples House en el camp de la Universitat de Saint Louis, Saint Louis, Missouri, 1888-1890
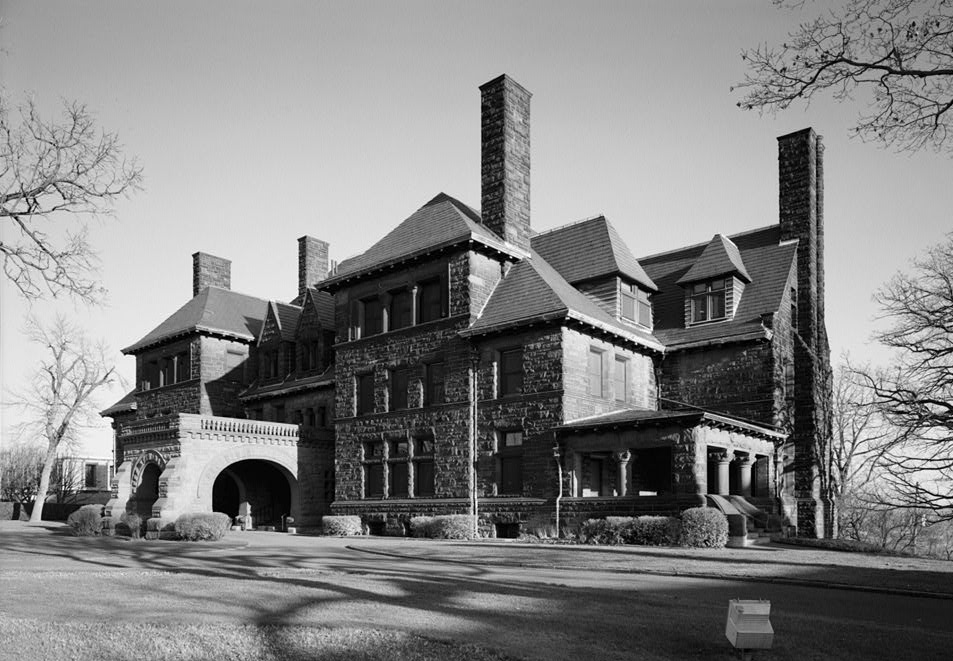
James J. Hill House 240 Summit Avenue, St. Paul, Minnesota. Arquitectes Peabody & Stearns; Mark Fitzpatrick, finalitzat el 1891.